# Liste des chansons d'Édith Piaf
Cette page recense, en respectant la chronologie, les chansons d'Édith Piaf ayant été publiées sous son nom.
D'abord sous le pseudonyme « La Môme Piaf » (entre novembre 1935 et juin 1937), puis parfois orthographié Édith Piaff, son nom de scène définitif est Édith Piaf.
Cette liste inclut les prises alternatives notables de certaines chansons, les titres restés inédits, mais aussi ceux diffusés à titre posthume, interprétés et connus, ou écrits pour d'autres artistes. En effet, elle a également interprété des chansons en concert, à la radio ou à la télévision qui n'ont jamais été enregistrées en studio.
Entre 1935 et 1963, Édith Piaf aurait enregistré près de 400 chansons et en aurait écrit 87. Concernant les enregistrements qui ont été publiés, ils l'ont été d'abord chez Polydor (entre 1936 et 1945), puis chez Columbia jusqu'à sa mort. À noter que quelques chansons ont été publiées chez DECCA (entre 1947 et 1948), et quelques-unes chez Philips (en 1956). Par ailleurs, Édith Piaf a enregistré des titres en anglais, en allemand et en espagnol.

## Chansons enregistrées et publiées de son vivant
Les dates indiquées correspondent à l'année dernière {{ }} du dépôt des partitions à la SACEM, les enregistrements par Édith Piaf ayant pu être faits plus tard. Les 274 enregistrements ci-dessous ont tous été publiés du vivant d'Édith Piaf.
| Titre                                                                    | Musique                                   | Paroles                               | Date | Durée | Support                         | Remarque |
| ------------------------------------------------------------------------ | ----------------------------------------- | ------------------------------------- | ---- | ----- | ------------------------------- | --- |
| Les Mômes de la cloche                                                   | Vincent Scotto                            | André Decaye                          | 1935 | 3'18  | 78 tours                        | Accompagnée à l'accordéon par les frères (Jacques et Jean) Médinger, cette chanson est la première enregistrée par « La Môme Piaf », en date du 18 décembre 1935 de 14 à 17h dans le studio 2 de Polydor. Le 5 novembre 1935, une version aurait été enregistrée et publiée en 2003. |
| L'Étranger                                                               | Robert Juel et Marguerite Monnot          | Robert Malleron                       | 1935 | 3'27  | 78 tours                        | Créé par Annette Lajon en 1935, L'étranger est d'abord enregistré le 18 décembre 1935, réenregistré le 13 janvier 1936 puis pour son émission Édith Piaf chante pour vous seule le 28 novembre 1948. Orchestre Emil Stern, au piano Walter Joseph. Interprété et enregistré en live une dernière fois le 8 février 1961. |
| Mon apéro                                                                | Robert Juel                               | Robert Malleron                       | 1936 | 3’42  | 78 tours                        | Java enregistrée le 18 décembre 1935 avec l'orchestre Médinger. |
| La Java de Cézigue                                                       | Jean Eblinger                             | René-Paul Groffe                      | 1936 | 3’05  | 78 tours                        | Java enregistrée le 18 décembre 1935 avec l'orchestre Médinger. |
| J'suis mordue                                                            | Jean Lenoir et Lucien Carol               | Robert Delamare                       | 1936 | 3’03  | 78 tours                        | Cette valse-musette est enregistrée le 15 janvier 1936. Orchestre des frères Médinger. |
| La Fille et le Chien                                                     | Charles Borel-Clerc                       | Charles-Louis Pothier                 | 1936 | 3’38  | 78 tours                        | Enregistrée le 15 janvier 1936. Au piano Walter Joseph. |
| Reste                                                                    | Willy Leardy et Jacques Simonot           | Pierre Bayle                          | 1936 | 3’07  | 78 tours                        | Cette chanson est enregistrée le 15 janvier 1936, avec au piano Walter Joseph. Cette chanson créée par Andrée Turcy est aussi enregistrée par Germaine Denysis. |
| Les Hiboux                                                               | Paul Dalbret                              | Eugène Joullot et Paul Dalbret        | 1936 | 3’25  | 78 tours                        | Valse enregistrée le 15 janvier 1936. À l'accordéon Jean Médinger. |
| Fais-moi valser                                                          | Charles Borel-Clerc                       | Vincent Telly                         | 1936 | 3'21  | 78 tours                        | Valse enregistrée le 24 mars 1936 accompagnée par l'orchestre Médinger. La première prise de la chanson est également à distinguer de la version habituelle, diffusée sur disque en majorité. Il s'agit de la version féminisée de Viens-donc valser (partitions éditions Charles Borel-Clerc). |
| La Julie jolie                                                           | Léo Daniderff                             | Gaston Couté                          | 1936 | 3’06  | 78 tours                        | Enregistrée le 24 mars 1936, avec au piano et à la guitare Walter Joseph. Édith Piaf la réenregistre en 1949 pour la radio et l'émission Édith Piaf chante seul pour vous, mais aussi le 4 juin 1946 au cours de l'émission radiophonique Neuf garçons et une fille chantaient. Il s'agit de la chanson préférée de son père, Louis Gassion. Aussi enregistrée par Suzy Solidor.                                                                          |
| Va danser                                                                | Marcel Legay                              | Gaston Couté                          | 1936 | 3’28  | 78 tours                        | Enregistrée le 24 mars 1936 avec les frères Médinger. Édith Piaf réenregistre la chanson le 4 juin 1946 au cours de l'émission radiophonique Neuf garçons et une fille chantaient. Originellement enregistrée par Yvonne Darle et créée par Aimée Morin. |
| Quand même                                                               | Jean Wiener                               | Jean Mario et Louis Poterat           | 1936 | 3'11  | 78 tours                        | Du film La Garçonne. Enregistrée le 24 mars 1936 avec au piano Jean Wiener. |
| Les Deux Ménétriers                                                      | Lucien Durand                             | Jean Richepin                         | 1936 | 2’26  | 78 tours                        | Chanson écrite en 1891 et aussi surnommée Galop Macabre ou La Mort du Petit Cheval. En 1929, Damia l'enregistre. Enregistrée le 7 mai 1936 avec l'orchestre de Georges Aubanel. Cette chanson n'a été pas rééditée avant 1982. La deuxième prise est indifféremment utilisée dans les pressages du disque. |
| Mon amant de la Coloniale                                                | Robert Juel                               | Raymond Asso                          | 1936 | 3’11  | 78 tours                        | Marche enregistrée le 7 mai 1936 avec l'orchestre de Georges Aubanel. Cette chanson a été créée et enregistrée par Andrée Turcy. |
| Y'avait du soleil                                                        | Jean Lenoir                               | Jean Lenoir                           | 1936 | 3’18  | 78 tours                        | Valse enregistrée le 8 mai 1936 avec l'orchestre Yerry. |
| Il n'est pas distingué                                                   | Pierre Maye                               | Marc Hély                             | 1936 | 2’53  | 78 tours                        | Enregistrée le 8 mai 1936 avec l'orchestre Yerry,. Les paroles font référence à la montée du nazisme « Moi, Hitler, j'l'ai dans l'blerre/Et j'peux pas le renifler/Les nazis ont l'air d'oublier/Qu'c'est nous, dans la bagarre/Qu'on les a dérouillés...». Reprise du répertoire de Fréhel. |
| Chand d'habits                                                           | Rose Alfred                               | Jacques Bourgeat                      | 1936 | 3'44  | 78 tours                        | Enregistrée le 28 octobre 1936. Avec l'orchestre Emil Stern. |
| La Petite Boutique                                                       | Octave Hodeige                            | Roméo Carlès                          | 1936 | 3'18  | 78 tours                        | Enregistrée le 28 octobre 1936 avec l'orchestre Emil Stern. Cette chanson a été créée par André Claveau. |
| Mon légionnaire                                                          | Marguerite Monnot                         | Raymond Asso                          | 1936 | 3’26  | 78 tours                        | Ce slow a été enregistré une première fois le 28 janvier 1937 (avec chœurs) avec l’orchestre Wal-Berg et Emil Stern au piano, puis le 12 novembre 1937 avec l’Orchestre Jacques Météhen et Pierre Dreyfus au piano. Enregistré aussi par Marie Dubas et par Germaine Sablon. |
| Le Contrebandier                                                         | Jean Villard (Gilles)                     | Raymond Asso                          | 1936 | 2’51  | 78 tours                        | Enregistrée le 28 janvier 1937 avec l'orchestre Wal-Berg. Rééditée en 1941. |
| Le Fanion de la Légion                                                   | Marguerite Monnot                         | Raymond Asso                          | 1936 | 2’58  | 78 tours                        | Marche enregistrée une première fois le 28 janvier 1937 avec l’orchestre Wal-Berg et Emil Stern au piano, accompagné d'un chœur. Aussi enregistrée en live à la Joie de Vivre en 1954, au Carnegie Hall en 1956, à Québec en 1956. |
| Ne m'écris pas                                                           | René Cloërec                              | Jean Rodor et Lucien Lagarde          | 1937 | 3’28  | 78 tours                        | Enregistrée le 28 janvier 1937 avec l'orchestre Wal-Berg et accompagnée par Emil Stern au piano. |
| Entre Saint-Ouen et Clignancourt (sur la zone)                           | André Sablon                              | Mauprey                               | 1936 | 3’32  | 78 tours                        | Cette Java est reprise du répertoire de La môme Moineau, qu'elle publie en 1936, mais la môme Piaf modifie quelques paroles et l'enregistre le 12 avril 1937. Orchestre dirigé par Wal-Berg. Certains 78 tours sont intitulés Entre Saint-Ouen et Billancourt. |
| Corrèqu' et réguyer                                                      | Pierre Maye                               | Marc Hely                             | 1936 | 3’03  | 78 tours                        | Valse enregistrée le 12 avril 1937. Orchestre dirigé par Wal-Berg. Certaines partitions portent la mention Édith Piaff. |
| Dans un bouge du Vieux-Port                                              | André Liaunet et Fernande Decruck         | Augustin Deltour                      | 1937 | 3’04  | 78 tours                        | Valse-musette enregistrée le 12 avril 1937. Accompagnée par l'orchestre Wal-Berg. |
| Mon cœur est au coin d'une rue                                           | Albert Lasry                              | H. Coste                              | 1937 | 3’05  | 78 tours                        | Enregistrée le 12 avril 1937. Accompagnée par l'orchestre Wal-Berg. Cette chanson a été reprise par Yonderboi dans son titre Ohne Chanteuse. |
| Browning                                                                 | René Cloërec                              | Raymond Asso                          | 1937 | 3'19  | 78 tours                        | Enregistrée le 24 juin 1937 et accompagnée par l’orchestre Météhen, cette chanson raconte l'histoire de l'assassinat de Louis Leplée. Certaines partitions prennent le sous-titre Petite histoire à l'usage des gangsters. Aussi enregistrée en live à Québec en 1956. |
| Paris-Méditerranée                                                       | René Cloërec                              | Raymond Asso                          | 1937 | 3'30  | 78 tours                        | Enregistrée le 24 juin 1937. Accompagnée par l’orchestre Météhen. Cette chanson a été créée par Germaine Sablon. |
| Un jeune homme chantait                                                  | Léo Poll                                  | Raymond Asso                          | 1937 | 2'54  | 78 tours                        | Enregistrée le 24 juin 1937. Accompagnée par l’orchestre Météhen. Interprétée et enregistrée en live une nouvelle fois le 28 décembre 1960. Aussi enregistrée par Renée Dyane. |
| C'est toi le plus fort                                                   | René Cloërec                              | Raymond Asso                          | 1937 | 2'31  | 78 tours                        | Enregistré le 24 juin 1937. Accompagnée par l’orchestre Météhen. Réenregistrée en 1947 dans l'émission Neuf garçons et une fille chantaient. Aussi enregistrée en live à Lausanne en 1947 pour la RTS, et à Québec en 1956. |
| Ding, din, don                                                           | Raymond Asso                              | Pierre Dreyfus                        | 1936 | 3’30  | 78 tours                        | Enregistrée le 12 novembre 1937, accompagnée par l’orchestre Météhen et Pierre Dorsay au piano. |
| Tout fout le camp                                                        | Robert Juel                               | Raymond Asso                          | 1937 | 2'21  | 78 tours                        | Enregistrée le 12 novembre 1937, accompagnée par l’orchestre Météhen et Pierre Dorsay au piano. Il pourrait s'agir d'une dénonciation du fascisme. Aussi enregistrée par Damia. |
| J'entends la sirène                                                      | Marguerite Monnot                         | Raymond Asso                          | 1936 | 3'01  | 78 tours                        | Enregistrée le 16 novembre 1937 avec l'orchestre Jacques Météhen. |
| Le Mauvais Matelot (avec Raymond Asso)                                   | Raymond Asso                              | Pierre Dreyfus                        | 1936 | 3’35  | 78 tours                        | Valse enregistrée le 16 novembre 1937, puis une seconde fois le 3 octobre 1938. Accompagnée par l’orchestre de Jacques Météhen et la voix de Raymond Asso. |
| Partance (avec Raymond Asso)                                             | Raymond Asso                              | Léo Poll                              | 1937 | 2'32  | 78 tours                        | Enregistrée le 16 novembre 1937. Accompagnée par l’orchestre Météhen. Aussi enregistrée par Germaine Sablon. |
| Le Chacal                                                                | Robert Juel                               | Seider et Raymond Asso                | 1937 | 3’05  | 78 tours                        | Enregistrée le 16 novembre 1937 avec l'orchestre de Jacques Météhen. |
| Madeleine qu'avait du cœur                                               | Max d'Yvresne                             | Raymond Asso                          | 1936 | 3’18  | 78 tours                        | Enregistrée le 15 mars 1938 avec l'orchestre Jacques Météhen. |
| Les marins, ça fait des voyages                                          | Mitty Goldin                              | Raymond Asso                          | 1936 | 3’31  | 78 tours                        | Marche enregistrée le 15 mars 1938 avec l'orchestre Jacques Météhen. |
| Le Grand Voyage du pauvre Nègre                                          | René Cloërec                              | Raymond Asso                          | 1936 | 3’42  | 78 tours                        | Enregistrée le 3 octobre 1938, accompagnée par l’orchestre Météhen et Louis Maîtrier au piano. Cette chanson parle de la Traite négrière. Aussi enregistrée par Renée Lebas. |
| С'est lui que mon cœur a choisi                                          | Max d'Yvresne                             | Raymond Asso                          | 1938 | 3’19  | 78 tours                        | Cette valse a été déposée à la SACEM le 6 août 1938 sans compositeur. Enregistrée le 3 octobre 1938, accompagnée par l’orchestre Jacques Météhen et Louis Maîtrier au piano. Aussi enregistrée par Germaine Sablon et Irène Hilda. |
| Elle fréquentait la rue Pigalle                                          | Louis Maitrier                            | Raymond Asso                          | 1939 | 3’37  | 78 tours                        | La chanson a été déposée le 9 mars 1939 à la SACEM. Enregistrée le 31 mai 1939 avec Jacques Météhen et son orchestre. Il intervient vocalement pour la dernière phrase. Aussi enregistré par Lucienne Delyle. |
| Le Petit Monsieur triste                                                 | Marguerite Monnot                         | Raymond Asso                          | 1939 | 2’39  | 78 tours                        | Enregistrée le 31 mai 1939, avec Jacques Météhen et son orchestre. |
| Les Deux Copains                                                         | Charles Borel-clerc                       | Raymond Asso                          | 1939 | 2’53  | 78 tours                        | Marche enregistrée le 31 mai 1939, avec Jacques Météhen et son orchestre. |
| Je n'en connais pas la fin                                               | Marguerite Monnot                         | Raymond Asso                          | 1939 | 3’14  | 78 tours                        | Valse enregistrée le 31 mai 1939, avec Jacques Météhen et son orchestre. Accompagnée d'un ensemble vocal. Également enregistrée à Lausanne en 1947, pour l'émission La Joie de Vivre en 1954, au Carnegie Hall en 1957 et lors d'émissions du Ed Sullivan Show. Aussi enregistré par Lucienne Delyle et par Jean Sablon. |
| Sur une colline                                                          | Paul Misraki                              | Paul Misraki                          | 1940 | 2'55  | 78 tours                        | Enregistrée le 18 mars 1940 avec l'orchestre de Jacques Météhen. |
| On danse sur ma chanson                                                  | Léo Poll                                  | Raymond Asso                          | 1940 | 4’09  | 78 tours                        | Valse enregistrée le 20 mars 1940 avec l'orchestre de Jacques Météhen. Cette chanson a été créée par Germaine Sablon. Enregistrée par Renée Lebas. |
| C'est la moindre des choses                                              | Paul Misraki                              | Paul Misraki                          | 1940 | 4’08  | 78 tours                        | Valse enregistrée le 20 mars 1940 avec l'orchestre de Jacques Météhen. |
| Embrasse-moi                                                             | Wal-Berg                                  | Jacques Prévert                       | 1940 | 2’52  | 78 tours                        | Enregistrée le 27 mai 1940, avec l'orchestre de Wal-Berg et au piano Albert Lasry. Enregistrée en concert une nouvelle fois le 21 décembre 1960. |
| L'accordéoniste                                                          | Michel Emer                               | Michel Emer                           | 1940 | 3'12  | 78 tours                        | Valse enregistrée avec l'orchestre Wal-Berg le 27 mai 1940, avec l'accordéoniste (non crédité) Gus Viseur. Cette valse a été déposée le 27 novembre 1941 à la SACEM. Reprise par Renée Lebas et Annette Lajon. |
| Escales                                                                  | Marguerite Monnot                         | Jean Marèze                           | 1940 | 3'    | 78 tours                        | Valse enregistrée le 27 mai 1940. Cette première version a été enregistrée avec l'orchestre de Wal-Berg, avec Albert Lasry au piano(pour la seconde version, voir 1945). Chanson créée par Suzy Solidor. |
| Où sont-ils (tous) mes petits copains ?                                  | Marguerite Monnot                         | Édith Piaf                            | 1941 | 3’28  | 78 tours                        | Marche enregistrée le 27 mai 1941. Avec Jacques Météhen et son orchestre, et Louiguy au piano. Cette chanson aurait pu être créée pour le film Montmartre-sur-Seine, en témoignent les partitions des éditions Paul Beuscher. |
| C'était un jour de fête                                                  | Marguerite Monnot                         | Édith Piaf                            | 1941 | 3’54  | 78 tours                        | Valse enregistrée le 27 mai 1941. Avec l'orchestre de Jacques Météhen, un ensemble vocal et Louiguy au piano. Les paroles ont été déposées le 19 mai 1941 par Marguerite Monnot. Enregistrée en live à Lausanne en 1947 pour la RTS. Aussi enregistré par Mona Goya sur le même arrangement. |
| C'est un monsieur très distingué                                         | Louiguy                                   | Édith Piaf                            | 1941 | 3’36  | 78 tours                        | Slow enregistré le 27 mai 1941. Avec Jacques Météhen et son orchestre, et Louiguy au piano. |
| J'ai dansé avec l'Amour                                                  | Marguerite Monnot                         | Édith Piaf                            | 1941 | 3’16  | 78 tours                        | Blues. Du film Montmartre-sur-Seine. Enregistrée le 27 mai 1941. Avec l'orchestre de Jacques Météhen et Louiguy au piano. La chanson a été déposée le 19 mai 1941 par Marguerite Monnot à la SACEM et catégorisée slow. Aussi enregistrée en live à Lausanne en 1947 pour la RTS. |
| Un coin tout bleu                                                        | Marguerite Monnot                         | Édith Piaf                            | 1942 | 3'44  | 78 tours                        | Valse enregistrée le 25 novembre 1941. Du film Montmartre-sur-Seine, il s'agit d'un réarrangement de la chanson Y en a un de trop. Orchestre de Johny Uvergolts. Enregistrée par Damia. |
| Tu es partout                                                            | Marguerite Monnot                         | Édith Piaf                            | 1943 | 2'58  | 78 tours                        | Valse enregistrée le 25 novembre 1941 avec l'orchestre de Johny Uvergolts, puis le 18 février 1943 avec l'orchestre de Paul Durand. Du film Montmartre-sur-Seine. Aussi enregistrée par Damia. Cette chanson a été reprise dans le film Il faut sauver le soldat Ryan. |
| Simple comme bonjour                                                     | Louiguy                                   | Édith Piaf                            | 1936 | 2’58  | 78 tours                        | Valse enregistrée le 25 novembre 1942 avec l'orchestre de Johny Uvergolts. |
| C'était une histoire d'amour                                             | Jean Jal                                  | Henri Contet                          | 1943 | 4'30  | 78 tours                        | Slow-fox enregistré le 15 décembre 1942 avec l’orchestre de Claude Normand, accompagné par Yvon Jeanclaude et un trio vocal féminin. Publié une nouvelle fois en juin 1944. Repris par Patachou et Léo Marjane. |
| Le Vagabond                                                              | Louiguy                                   | Édith Piaf                            | 1941 | 3’28  | 78 tours                        | Slow enregistré le 11 décembre 1942 avec l'orchestre de Claude Normand et son ensemble « Chez Carrère ». Accompagné par Yvon Jeanclaude et un trio vocal féminin. Enregistré quatre fois, sans compter les différentes interprétations radiophoniques. Cette chanson a été écrite pour Jeanne Héricart. |
| Le Brun et le Blond                                                      | Marguerite Monnot                         | Henri Contet                          | 1943 | 3’06  | 78 tours                        | Enregistrée en février 1943 avec Paul Durand et son orchestre. Cette chanson décrit la rivalité amoureuse qui a existé entre Henri Contet et Yvon Jeanclaude. Aussi enregistrée en live à Lausanne en 1947 pour la RTS. |
| Monsieur Saint-Pierre                                                    | Johnny Hess                               | Henri Contet                          | 1943 | 4’48  | 78 tours                        | Slow enregistré avec l’orchestre de Guy Luypaerts le 25 juin 1943. Plusieurs enregistrements et prises de la chanson existent. (Voir Monsieur Saint-Pierre (prises inédites)) |
| Un monsieur me suit dans la rue                                          | Jacques Besse                             | Jean-Paul Le Chanois                  | 1942 | 4’48  | 78 tours                        | Enregistrée le 27 janvier 1944 avec l'orchestre de Guy Luypaerts avec Georges Bartholé au piano. Chanson créée par Christiane Nérée, aussi enregistrée par Barbara. |
| Coup de grisou                                                           | Louiguy                                   | Henri Contet                          | 1943 | 4’27  | 78 tours                        | Valse enregistrée le 27 janvier 1944 avec l'orchestre de Guy Luypaerts et Georges Bartholé au piano. Aussi enregistrée en 1946 à la RTS durant l'émission Entrée Libre. |
| J'ai qu'à l'regarder...                                                  | Alec Siniavine                            | Édith Piaf                            | 1943 | 3'42  | 78 tours                        | Valse enregistrée le 31 décembre 1941 avec l'orchestre de Paul Durand. Cette chanson a été reprise par André Claveau. |
| Le Chasseur de l'hôtel                                                   | Henri Bourtayre                           | Henri Contet                          | 1943 | 3’43  | 78 tours                        | Enregistrée le 27 janvier 1944 avec l'orchestre de Guy Luypaerts et Georges Bartholé au piano. Cette chanson est qualifiée comme un « succès » d'Édith Piaf sur les partitions. |
| Le Disque usé                                                            | Michel Emer                               | Handrey                               | 1943 | 4’10  | 78 tours                        | Valse enregistrée le 18 février 1943 avec l'orchestre de Paul Durand. Aussi enregistrée en live à Lausanne en 1947 pour la RTS. |
| Les Deux Rengaines                                                       | Henri Bourtayre                           | Henri Contet                          | 1944 | 3'23  | 78 tours                        | Valse enregistrée avec l’orchestre de Guy Luypaerts le 4 juillet 1944. Aussi enregistrée par Marianne Michel. |
| Y'a pas d'printemps                                                      | Marguerite Monnot                         | Henri Contet                          | 1944 | 2’36  | 78 tours                        | Il s'agit d'une valse d'Édith Piaf, qu'elle désigne par son « indicatif »,. Enregistrée le 4 juillet 1944 avec l’orchestre de Guy Luypaerts, elle chante « p't'être que j'suis pas jolie jolie », au lieu de « enfin je l'ai mon éclaircie », comme indiqué sur les partitions Paul Beuscher. (Voir(prises en live)) |
| De l'autre côté de la rue                                                | Michel Emer                               | Michel Emer                           | 1944 | 3’18  | 78 tours                        | Valse enregistrée le 26 juin 1944 avec l'orchestre de Guy Luypaerts. Cette chanson a été enregistrée par Renée Lebas, Georgette Plana et Fabia Gringor. |
| Histoires de cœur                                                        | Marguerite Monnot                         | Henri Contet                          | 1944 | 4’45  | 78 tours                        | Valse enregistrée le 24 juin 1943 avec Claude Normand et son orchestre,. |
| C'est toujours la même histoire                                          | Daniel White                              | Henri Contet                          | 1944 | 4’13  | 78 tours                        | Enregistrée le 27 janvier 1944 avec l'orchestre de Guy Luypaerts. |
| Celui qui ne savait pas pleurer                                          | Claude Normand                            | Henri Contet                          | 1944 | 3’45  | 78 tours                        | Enregistrée le 14 mai 1944 avec l’orchestre de Guy Luypaerts. |
| Regarde-moi toujours comme ça                                            | Marguerite Monnot                         | Henri Contet                          | 1944 | 3’45  | 78 tours                        | Valse enregistrée le 14 mai 1944 avec l’orchestre de Guy Luypaerts. Édith Piaf l'a également enregistrée durant son émission Édith Piaf chante pour vous seul (publié en 2013). Aussi chantée par Anny Flore. |
| Les Gars qui marchaient                                                  | Marguerite Monnot                         | Henri Contet                          | 1944 | 3’06  | 78 tours                        | Marche enregistrée le 13 mai 1944 avec l’orchestre de Guy Luypaerts. |
| Il riait                                                                 | Georges Bartholé                          | Henri Contet                          | 1944 | 4’35  | 78 tours                        | Avec l’orchestre de Guy Luypaerts, enregistrée le 13 mai 1944. |
| Monsieur Ernest a réussi                                                 | Michel Emer                               | Michel Emer                           | 1945 | 3'30  | 78 tours                        | Valse enregistrée le 7 février 1947 à Bruxelles pour le label Decca Records. Orchestre dirigé par Raymond Legrand, avec au piano Robert Chauvigny. Édith Piaf l'a interprétée en live à la RTS en 1946 et pendant son émission Neuf Garçons une fille chantaient le 31 mai 1946. |
| Escales                                                                  | Marguerite Monnot                         | Jean Marèze                           | 1945 | 2’59  | 78 tours                        | Cette nouvelle version de la chanson Escale (voir 1940) a été enregistrée avec l'orchestre de Guy Luypaerts le 27 juin 1945 avec un ensemble de choristes. Aussi enregistrée en live à Lausanne en 1947 pour la RTS et au Carnegie Hall en 1956. |
| La Vie en rose                                                           | Louiguy                                   | Édith Piaf                            | 1945 | 3’05  | 78 tours                        | Slow-fox enregistré le 4 janvier 1947 avec l'orchestre de Guy Luypaerts. L'orchestre a été dirigé par Robert Chauvigny après 1948. Paroles déposées le 4 novembre 1945. Du film Neuf Garçons, un cœur. |
| Les Trois Cloches (chanté avec Les Compagnons de la chanson)             | Jean Villard                              | Jean Villard                          | 1946 | 4’10  | 78 tours                        | Slow-fox interprété dans le film Neuf Garçons, un cœur. Chanté pour la première fois le 31 mai 1946 pendant l'émission Neuf Garçons une fille chantaient par Édith Piaf et les Compagnons de la Chanson. Réenregistré une dernière fois le 1er mars 1961. |
| J'm'en fous pas mal                                                      | Michel Emer                               | Michel Emer                           | 1946 | 4’19  | 78 tours                        | Valse enregistrée le 12 octobre 1946 avec l'orchestre de Guy Luypaerts. Aussi enregistrée en live à la RTS en 1947 et en 1949 au Copacabana Club. Fait partie du Pot-Pourri publié en 1947 sur 78 tours par Columbia, avec Le Petit Homme, Un refrain courait dans la rue et Qu'as-tu fait John ? |
| C'est merveilleux                                                        | Marguerite Monnot                         | Henri Contet                          | 1946 | 3’06  | 78 tours                        | Valse enregistrée le 28 avril 1946 avec l'orchestre de Guy Luypaerts. Les partitions (Editions Paul Beuscher) mentionnent l'orchestre de Jacques Hélian. Du film Étoile sans lumière. Aussi enregistrée par Jacqueline François. |
| Adieu mon cœur                                                           | Marguerite Monnot                         | Henri Contet                          | 1946 | 3’05  | 78 tours                        | Slow enregistré le 23 avril 1946. Du film Étoile sans lumière. |
| Le Chant du pirate (Le Corsaire)                                         | Marguerite Monnot                         | Henri Contet                          | 1946 | 2’10  | 78 tours                        | Du film Étoile sans lumière. Enregistrée le 23 avril 1946. Édith Piaf l'interprète également durant son émission Neuf Garçons un cœur le 31 mai 1946. |
| Céline (chanté avec Les Compagnons de la chanson)                        | Musique traditionnelle                    | Musique traditionnelle                | 1946 | 3’15  | 78 tours                        | Enregistré le 27 juin 1946. Arrangements de Louis Liébard et Marc Herrand. |
| Le Petit Homme                                                           | Marguerite Monnot                         | Henri Contet                          | 1946 | 3’36  | 78 tours                        | Valse enregistrée le 11 octobre 1946 avec l'orchestre de Guy Luypaerts. Aussi enregistrée en live à Lausanne en 1947 pour la RTS et à Québec en 1956. Fait partie du Pot-Pourri publié en 1947 sur 78 tours par Columbia, avec J'm'en fous pas mal, Un refrain courait dans la rue et Qu'as-tu fait John ? |
| Le roi a fait battre tambour (chanté avec Les Compagnons de la chanson)  | Musique traditionnelle                    | Musique traditionnelle                | 1946 | 2’42  | 78 tours                        | Enregistrée le 17 juillet 1946. Arrangements par Marc Herrand. |
| Dans les prisons de Nantes (chanté avec Les Compagnons de la chanson)    | Musique traditionnelle                    | Musique traditionnelle                | 1946 | 2’30  | 78 tours                        | Enregistré le 26 juin 1946. Édith Piaf et les Compagnons de la Chansons l'interprètent pour la première fois pendant l'émission Neuf Garçons et une fille chantaient le 4 juin 1946. Arrangements de Marc Herrand. |
| Mariage                                                                  | Marguerite Monnot                         | Henri Contet                          | 1946 | 4’26  | 78 tours                        | Du film Étoile sans lumière. Valse enregistrée avec l'orchestre dirigé par Robert Chauvigny le 8 octobre 1947. Aussi interprétée pour l'émission La Joie de Vivre en 1954. Aussi enregistrée en live à Lausanne en 1947 pour la RTS, et en 1956 et en 1957 au Carnegie Hall. |
| Un refrain courait dans la rue                                           | Robert Chauvigny                          | Édith Piaf                            | 1946 | 3’03  | 78 tours                        | Valse enregistrée le 7 janvier 1947 avec l'orchestre de Guy Luypaerts. Du film Neuf Garçons, un cœur. Aussi enregistrée en live à Lausanne en 1947 pour la RTS. Fait partie du Pot-Pourri publié en 1947 sur 78 tours par Columbia, avec J'm'en fous pas mal, Un Petit Homme et Qu'as-tu fait John ? |
| C'est pour ça (chanté avec Les Compagnons de la chanson)                 | Marguerite Monnot                         | Henri Contet                          | 1947 | 4’18  | 78 tours                        | Du film Neuf Garçons, un cœur. Valse enregistrée le 7 octobre 1946 avec Marc Bonel,. Une autre prise, le 21 juillet 1948, a été publiée en 2015. Aussi enregistrée en live au Carnegie Hall en 1956. |
| Sophie                                                                   | Norbert Glanzberg                         | Édith Piaf                            | 1947 | 4’02  | 78 tours                        | Du film Neuf Garçons, un cœur, enregistrée le 7 février 1947 à Bruxelles pour le label Decca Records. Orchestre dirigé par Raymond Legrand, avec au piano Robert Chauvigny. Chanson créée par Yves Montand. |
| Le Geste                                                                 | Michel Emer                               | Michel Emer                           | 1947 | 3’36  | 78 tours                        | Valse enregistrée le 7 février 1947 à Bruxelles pour le label Decca Records. Orchestre dirigé par Raymond Legrand, avec au piano Robert Chauvigny. |
| Si tu partais (si un jour)                                               | Michel Emer                               | Michel Emer                           | 1947 | 3’36  | 78 tours                        | Enregistrée début février 1947 à Bruxelles pour le label Decca Records. Orchestre dirigé par Raymond Legrand, avec au piano Robert Chauvigny. Enregistrée en live à Lausanne en 1947 pour la RTS. Édith Piaf aurait pu avoir interprété la chanson en 1949 aux États-Unis sous le titre If you were to leave. Aussi chantée par Josette Bouvray, enregistrée par Jacqueline François et par Vera Lynn en anglais sous le titre If you go.                 |
| Une chanson à trois temps                                                | Anna Marly                                | Anna Marly                            | 1947 | 4’25  | 78 tours                        | Valse enregistrée le 10 février 1947 à Bruxelles pour le label Decca Records. Orchestre dirigé par Raymond Legrand, avec au piano Robert Chauvigny. Aussi enregistrée en live à Lausanne en 1947 pour la RTS, et Édith Piaf l'interprète également durant son émission Neuf Garçons un cœur le 31 mai 1946. |
| Un homme comme les autres                                                | Pierre Roche                              | Édith Piaf                            | 1947 | 3’50  | 78 tours                        | Il s'agit d'un slow enregistré le 8 octobre 1947. Orchestre dirigé par Robert Chauvigny. Chanson écrite pour Irène de Trébert. |
| Les cloches sonnent (ce matin)                                           | Marguerite Monnot                         | Édith Piaf                            | 1947 | 2’59  | 78 tours                        | Enregistrée le 7 février 1947 à Bruxelles pour le label Decca Records. Orchestre dirigé par Raymond Legrand, avec au piano Robert Chauvigny. |
| Monsieur Lenoble                                                         | Michel Emer                               | Michel Emer                           | 1948 | 3’27  | 78 tours                        | Valse enregistrée le 13 juin 1948 sous la direction de Robert Chauvigny. Aussi enregistrée au Copacabana Club en 1949, au Carnegie Hall et à Québec en 1956. Aussi intitulée T'as pas profité de ta chance. Interprétée par Daniel Balavoine en hommage. |
| Les Amants de Paris                                                      | Eddy Marnay                               | Léo Ferré                             | 1948 | 3’11  | 78 tours                        | Valse enregistrée le 12 juin 1948. Orchestre dirigé par Robert Chauvigny et accompagné par les chœurs Raymond Saint-Paul. Chanté au Carnegie Hall en 1956. Reprise par Patachou. |
| Il a chanté (avec Fred Mella)                                            | Marguerite Monnot                         | Cécile Didier                         | 1948 | 4’32  | 78 tours                        | Slow enregistré le 21 juillet 1948 sous la direction de Robert Chauvigny et avec la voix de Fred Mella. Aussi enregistré à la RTS en 1946. |
| Les Vieux Bateaux                                                        | Jacques Bourgeat                          | Jacqueline Batell                     | 1948 | 3’21  | 78 tours                        | Valse enregistrée le 12 juillet 1948 pour Decca dans les studios Fonior avec l'orchestre de Raymond Legrand. |
| Monsieur X                                                               | Michel Emer                               | Roger Goze                            | 1948 | 3’14  | 78 tours                        | Valse enregistrée le 12 juillet 1948 pour Decca dans les studios Fonior avec l'orchestre de Raymond Legrand. |
| Il pleut                                                                 | Pierre Roche                              | Charles Aznavour                      | 1948 | 3’20  | 78 tours                        | Slow-fox enregistré à l'origine le 15 juin 1948 pour Decca, mais jamais publié. Une seconde version a été enregistrée le 19 juillet 1948 sous la direction de Robert Chauvigny. Cette version a été labélisée par Columbia. Aussi enregistré par Les Compagnons de La Chanson. |
| Cousu de fil blanc                                                       | Michel Emer                               | Michel Emer                           | 1948 | 3’15  | 78 tours                        | Valse enregistrée le 6 août 1948. Il s'agit des derniers enregistrements pour la firme Decca Records. Orchestre de Raymond Legrand. |
| Amour du mois de mai                                                     | Michel Emer                               | Michel Emer                           | 1948 | 2’34  | 78 tours                        | Valse enregistrée le 6 août 1948 avec l'orchestre de Raymond Legrand. Il s'agit des derniers enregistrements pour la firme Decca Records. Des films Après l'Orage et Scandale aux Champs-Élysées. Aussi enregistrée par Renée Lebas. |
| Bal dans ma rue                                                          | Michel Emer                               | Michel Emer                           | 1949 | 2'59  | 78 tours                        | Valse enregistrée le 9 février 1949 sous la direction de Robert Chauvigny, accompagnée par les chœurs Raymond Saint-Paul et Marc Bonel à l'accordéon. Aussi enregistrée au Copacabana Club en 1949. |
| Pour moi tout' seule                                                     | Michel Philippe-Gérard et Guy Lagarge     | Flavien Monod                         | 1949 | 3’21  | 78 tours                        | Slow enregistré le 9 février 1949 sous la direction de Robert Chauvigny. Aussi enregistré au Copacabana Club en 1949. Aussi enregistré par Jacqueline François. |
| Pleure pas                                                               | Aimé Barelli                              | Henri Contet                          | 1949 | 2'50  | 78 tours                        | Slow-fox enregistré le 21 juillet 1949. Orchestre dirigé par Robert Chauvigny. Aussi, Édith Piaf a lu le poème à la radio durant son émission Édith Piaf chante pour vous seul. L'enregistrement a été publié en 2013. |
| Le Prisonnier de la tour (Si le roi savait ça, Isabelle)                 | Francis Blanche et Gérard Calvi           | Francis Blanche                       | 1949 | 3’12  | 78 tours                        | Slow enregistré le 1er février 1949 sous la direction de Robert Chauvigny et avec les chœurs Raymond Saint-Paul. Arrangement de René Beaux. Aussi enregistré en live au Copacabana Club le 30 juin 1949. |
| L'Orgue des amoureux                                                     | Varel et Bailly                           | Francis Carco                         | 1949 | 3'26  | 78 tours                        | Valse enregistrée le 21 juillet 1949. L'orchestre a été dirigé par Robert Chauvigny. |
| Dany                                                                     | Marguerite Monnot                         | Édith Piaf                            | 1949 | 2’42  | 78 tours                        | Blues enregistré le 3 février 1949 sous la direction de Robert Chauvigny. |
| Paris                                                                    | André Bernheim                            | André Bernheim                        | 1949 | 2’41  | 78 tours                        | Valse tirée du film L'Homme aux mains d'argile et enregistrée le 3 février 1949 sous la direction de Robert Chauvigny. |
| Hymne à l'amour                                                          | Marguerite Monnot                         | Édith Piaf                            | 1949 | 3'28  | 78 tours                        | Slow-fox enregistré sous la direction de Robert Chauvigny avec les chœurs Raymond Saint Paul. Du film Paris chante toujours. Enregistré le 2 mai 1950. La chanson est déposée à la SACEM le 28 juillet 1949. Aussi enregistré par Jacqueline François. Enregistré en live à l'Olympia en 1955, 1956,1958 puis en 1960, aussi enregistrée en live en 1956 à Québec. Interprété et enregistré pour la dernière fois en live le 20 décembre 1960 à Chaumont. |
| Le Chevalier de Paris (Ah! les pommiers doux)                            | Philippe-Gérard                           | Angèle Vannier                        | 1949 | 2’03  | 78 tours                        | La chanson a été déposée le 14 décembre 1949 à la SACEM. Enregistrée le 20 juin 1950. Orchestre sous la direction de Robert Chauvigny. Cette chanson est reprise dès 1950 en anglais sous le nom (Ah, the Apple Trees) When the World Was Young par Bing Crosby, Julie London, Nat King Cole, Aretha Franklin et Bob Dylan. |
| Il fait bon t'aimer                                                      | Norbert Glanzberg                         | Jacques Plante                        | 1950 | 2'26  | 78 tours                        | Valse enregistrée le 20 juin 1950 avec l'orchestre sous la direction de Robert Chauvigny. Aussi enregistrée par Renée Lebas, Evelyne Dorat, Anny Gould et Marie-Laurence. |
| La P'tite Marie                                                          | Marguerite Monnot                         | Édith Piaf                            | 1950 | 3'23  | 78 tours                        | Enregistrée le 11 mai 1950 sous la direction de Robert Chauvigny. |
| Tous les amoureux chantent                                               | Marguerite Monnot                         | Jean Jeepy                            | 1950 | 3'24  | 78 tours                        | Valse enregistrée le 19 juin 1950 avec l'orchestre de Robert Chauvigny et les chœurs Raymond Saint-Paul. Éditée sur disques Columbia. |
| Le ciel est fermé                                                        | Marguerite Monnot                         | Henri Contet                          | 1950 | 3'25  | 78 tours                        | Valse enregistrée le 19 juin 1950 sous la direction de Robert Chauvigny, avec les chœurs Raymond Saint-Paul. |
| Il y avait                                                               | Pierre Roche et Charles Aznavour          | Charles Aznavour                      | 1950 | 3'10  | 78 tours                        | Valse enregistrée le 10 juillet 1950 sous la direction de Robert Chauvigny. Aussi enregistrée par Juliette Gréco, Georgie Viennet et Frédérica. |
| C'est d'la faute à tes yeux                                              | Robert Chauvigny                          | Édith Piaf                            | 1950 | 3'20  | 78 tours                        | Slow enregistré le 7 juillet 1950. Orchestre dirigé par Robert Chauvigny. Reprise par Damia et Maria Vincent. Les partitions indiquent à tort un enregistrement "Pathé". |
| C'est un gars                                                            | Pierre Roche                              | Charles Aznavour                      | 1950 | 3'18  | 78 tours                        | Slow enregistré le 7 juillet 1950 sous la direction de Robert Chauvigny. Chanson créée et enregistrée par Aimée Barelli et Lucienne Delyle. |
| Hymn to Love (Hymne à l'amour en anglais)                                | Marguerite Monnot                         | Eddie Constantine (paroles anglaises) | 1950 | 3'27  | 78 tours                        | Slow-fox enregistré le 8 juillet 1950. Orchestre sous la direction de Robert Chauvigny avec les chœurs Raymond Saint-Paul. |
| The Three Bells (Les Trois Cloches en anglais)                           | Jean Villard                              | Bert Reisfeld                         | 1950 | 3'20  | 78 tours                        | Slow-fox enregistré le 8 juillet 1950. Orchestre de Robert Chauvigny avec les chœurs Raymond Saint-Paul. Reprise par Nana Mouskouri. |
| Don't cry (C'est de la faute à tes yeux, en anglais)                     | Robert Chauvigny                          | Eddie Constantine                     | 1950 | 2’45  | 78 tours                        | Slow enregistré le 1, 2 ou 4 décembre 1950. Orchestre de Robert Chauvigny, avec chœurs. |
| My lost melody (Je n’en connais pas la fin, deuxième version en anglais) | Marguerite Monnot                         | H. Rome                               | 1950 | 4’41  | 78 tours                        | Valse enregistrée le 12 décembre 1950. Enregistrée par Jeff Buckley. |
| Autumn Leaves (Les Feuilles mortes en anglais)                           | Joseph Kosma                              | Johnny Mercer                         | 1950 | 3'27  | 78 tours                        | Enregistrée le 1, 2 ou 4 décembre 1950 avec l'orchestre de Robert Chauvigny et des chœurs. Voir les versions live de 1950 (chansons ou prises alternatives parues à titre posthume). |
| La fête continue                                                         | Michel Emer                               | Michel Emer                           | 1950 | 3'07  | 78 tours                        | Valse enregistrée le 20 juin 1950 sous la direction de Robert Chauvigny. Également enregistrée au Carnegie Hall en 1957. Aussi enregistrée par Paul Péri. |
| Simply a waltz (en)                                                      | Norman Wallace                            | Norman Wallace                        | 1950 | 3’19  | 78 tours                        | Valse enregistrée le 10 juillet 1950 avec les chœurs Raymond Saint-Paul, sous la direction de Robert Chauvigny. Il s'agirait d'une des seules chansons qu'elle n'aurait pas chantée en français. |
| Chante-moi, Darling Sing to Me (version anglaise)                        | Mack David                                | Édith Piaf                            | 1950 | 3'17  | 78 tours                        | Valse enregistrée le 1, 2 ou 4 décembre 1950 avec l'orchestre de Robert Chauvigny. |
| I shouldn’t care (J’m'en fous pas mal, en anglais)                       | Michel Emer                               | Rick French                           | 1950 | 2'28  | 78 tours                        | Valse enregistrée le 14 décembre 1950 avec l'orchestre de Robert Chauvigny. |
| La Vie en rose (en anglais)                                              | Louiguy                                   | Mack David                            | 1950 | 3'23  | 78 tours                        | Slow-fox enregistré le 8 juillet 1950. Orchestre dirigé par Robert Chauvigny. Une autre prise de la chanson a été publiée sans mention par Philips en 1956. |
| 'Cause I love you (Du matin jusqu'au soir, en anglais)                   | Eddie Constantine                         | Édith Piaf                            | 1950 | 2’45  | 78 tours                        | Valse enregistrée le 14 décembre 1950 avec l'orchestre de Robert Chauvigny. |
| Avant l'heure                                                            | Marguerite Monnot                         | Marcel Achard                         | 1951 | 2'55  | 78 tours                        | Valse enregistrée le 16 avril 1951 avec l'orchestre de Robert Chauvigny. De la comédie musicale La P'tite Lili. |
| L'Homme que j'aimerai                                                    | Marcel Achard                             | Édith Piaf et Mitty Goldin            | 1951 | 3'14  | 78 tours                        | Enregistrée le 11 avril 1951. Orchestre sous la direction de Robert Chauvigny. De la comédie musicale La P'tite Lili. |
| Du matin jusqu'au soir                                                   | Eddie Constantine                         | Édith Piaf                            | 1951 | 3'20  | 78 tours                        | Valse enregistrée le 11 avril 1951 avec les chœurs Raymond Saint-Paul. De la comédie musicale La P'tite Lili. |
| Demain (Il fera jour)                                                    | Marguerite Monnot                         | Marcel Achard                         | 1951 | 3'    | 78 tours                        | Enregistré le 6 avril 1951. Avec les chœurs Raymond Saint-Paul. De la comédie musicale La P'tite Lili.' . |
| C'est toi (chantée avec Eddie Constantine)                               | Marguerite Monnot                         | Édith Piaf                            | 1951 | 4'20  | 78 tours                        | Slow enregistré le 5 mai 1951 sous la direction de Robert Chauvigny. De la comédie musicale La P'tite Lili.' . |
| C'est toi (chantée seule)                                                | Marguerite Monnot                         | Édith Piaf                            | 1951 | 3'43  | 78 tours                        | Orchestre dirigé par Robert Chauvigny. Slow enregistré le 23 et le 27 novembre 1951. |
| Rien de rien                                                             | Pierre Roche                              | Charles Aznavour                      | 1951 | 2'17  | 78 tours                        | Enregistrée le 16 avril 1951. Avec les Chœurs Raymond Saint-Paul et l'orchestre de Robert Chauvigny. De la comédie musicale La P'tite Lili. |
| Si, si, si, si (avec Eddie Constantine)                                  | Marguerite Monnot                         | Marcel Achard                         | 1951 | 2'16  | 78 tours                        | Enregistrée le 13 avril 1951. Orchestre dirigé par Robert Chauvigny. De la comédie musicale La P'tite Lili. |
| À l'enseigne de La Fille Sans Cœur                                       | Gilles (Jean Villard)                     | Gilles (Jean Villard)                 | 1951 | 3’26  | 78 tours                        | Enregistrée le 23 novembre 1951 sous la direction de Robert Chauvigny avec les chœurs Raymond Saint-Paul. Composée en 1947. |
| Télégramme                                                               | Michel Emer                               | Michel Emer                           | 1951 | 2’56  | 78 tours                        | Valse enregistrée au Théâtre des Champs-Élysées sous la direction de Robert Chauvigny les 23 et 27 novembre 1951. Aussi enregistrée au Carnegie Hall en 1957 et à Québec en 1956. |
| Une enfant (de seize ans)                                                | Robert Chauvigny                          | Charles Aznavour                      | 1951 | 3'25  | 78 tours                        | Enregistrée le 4 juillet 1951 avec les chœurs Raymond Saint-Paul et l'orchestre de Robert Chauvigny. |
| Plus bleu que tes yeux                                                   | Charles Aznavour                          | Charles Aznavour                      | 1951 | 3'14  | 78 tours                        | Valse enregistrée le 15 octobre 1951 avec l'orchestre de Robert Chauvigny. Aussi enregistrée par Charles Aznavour et Patachou. |
| Le Noël de la rue                                                        | Marc Heyral                               | Henri Contet                          | 1951 | 3'    | 78 tours                        | Valse enregistrée le 23 novembre 1951. Avec les chœurs Raymond Saint-Paul et l'orchestre de Robert Chauvigny. |
| La Valse de l'amour                                                      | Marguerite Monnot                         | Édith Piaf                            | 1951 | 2'20  | 78 tours                        | De la comédie musicale La P'tite Lili. Valse enregistrée le 13 avril 1951 avec l'orchestre de Robert Chauvigny. |
| La Rue aux chansons                                                      | Michel Emer                               | Michel Emer                           | 1951 | 2'57  | 78 tours                        | Valse enregistrée le 8 novembre 1951. Avec les chœurs Raymond Saint-Paul et l'orchestre Robert Chauvigny. |
| Jezebel                                                                  | Wayne Shanklin                            | Charles Aznavour                      | 1951 | 3'10  | 78 tours                        | Avec les chœurs Raymond Saint-Paul et l'orchestre de Robert Chauvigny. Enregistrée deux fois le 8 novembre 1951. L'autre prise, découverte en 2015, semble avoir été publiée mais ne porte pas la mention le précisant. Aussi enregistrée durant l'émission télévision The Ed Sullivan Show le 21 septembre 1952. Aussi enregistrée par Jacqueline François.                                                                                              |
| Sous le ciel de Paris                                                    | Jean Dréjac                               | Hubert Giraud                         | 1951 | 3’33  | 78 tours                        | Valse enregistrée le 20 octobre 1954 avec Marcel Azzola en Si, et le 23 novembre 1954 avec Marc Bonnel en Do. Avec les chœurs de Marguerite Murcier sous la direction de Robert Chauvigny. Aussi enregistrée au Carnegie Hall de 1956. Du film Sous le Ciel de Paris et créé par Jean Bretonnière en 1951 qui l'interprète dans le film. |
| Chante-moi (chantée avec Marcel Jiteau)                                  | Édith Piaf                                | Édith Piaf                            | 1951 | 3'17  | 78 tours                        | Valse enregistrée le 4 juillet 1951. Orchestre dirigé et chanson harmonisée par Robert Chauvigny. Aussi enregistrée aussi par Yvette Giraud. |
| La Chanson de Catherine                                                  | Pierre Damine                             | André Jouniaux et C. Youri            | 1951 | 3'30  | 78 tours                        | Enregistrée le 8 novembre 1951, avec l'orchestre dirigé par Robert Chauvigny. Concours de Deauville de 1951. |
| Chanson bleue                                                            | Marguerite Monnot                         | Édith Piaf                            | 1951 | 3'45  | 78 tours                        | Enregistrée le 5 mai 1951. Orchestre dirigé par Robert Chauvigny et accompagné par les chœurs Raymond Saint-Paul. |
| Je hais les dimanches                                                    | Florence Véran                            | Charles Aznavour                      | 1951 | 3'24  | 78 tours                        | Orchestre dirigé par Robert Chauvigny. Enregistrée le 15 octobre 1951. Aussi enregistrée en live au Carnegie Hall en 1956. |
| Au bal de la chance                                                      | Norbert Glanzberg                         | Jacques Larue                         | 1952 | 2'56  | 78 tours                        | Enregistrée le 28 juin 1952 avec l'orchestre de Robert Chauvigny. |
| Elle a dit                                                               | Gilbert Bécaud                            | Édith Piaf                            | 1952 | 3'47  | 78 tours                        | Valse enregistrée le 3 septembre 1952. Orchestre dirigé par Robert Chauvigny. |
| Notre-Dame de Paris                                                      | Marc Heyral                               | Eddy Marnay                           | 1952 | 3'12  | 78 tours                        | Valse enregistrée le 3 septembre 1952. Aussi enregistrée par Lucienne Delyle, qui l'a créée, Claude Dubuis et Lucien Jeunesse. |
| Mon ami m'a donné                                                        | Claude Valéry                             | Raymond Asso                          | 1952 | 2'38  | 78 tours                        | Enregistrée le 28 juin 1952. Orchestre dirigé par Robert Chauvigny. Aussi interprétée par Renée Lebas et Simone Langlois. |
| Je t'ai dans la peau                                                     | Gilbert Bécaud                            | Jacques Pills                         | 1952 | 2'50  | 78 tours                        | Enregistrée le 28 juin 1952. Du film Boum sur Paris. Orchestre dirigé par Robert Chauvigny. La chanson a été censurée à la radio française à cause de son registre trop sexuel. Pourtant enregistrée à la radio en 1952. Interprétée aussi au Carnegie Hall et à Québec en 1956, ainsi qu'à l'Olympia en 1955. |
| Padam, padam...                                                          | Norbert Glanzberg                         | Henri Contet                          | 1952 | 3'20  | 78 tours                        | Valse chantée. Cette chanson a reçu le Prix de l'Académie du Disque français. En 2003, cette chanson a été réorchestrée. Les paroles et la mélodie de cette valse sont déposées en janvier 1952 à la SACEM. Aussi enregistrée par Vera Lynn et Jacqueline François. Aussi enregistrée en live à l'Olympia en 1955 et à Québec en 1956. |
| Monsieur et Madame                                                       | Michel Emer                               | Michel Emer                           | 1952 | 3'    | 78 tours                        | Enregistrée le 8 septembre 1952 avec l'orchestre de Robert Chauvigny. |
| Ça gueule ça, Madame (avec Jacques Pills)                                | Gilbert Bécaud                            | Édith Piaf                            | 1952 | 3'30  | 78 tours                        | Du film Boum sur Paris. Orchestre dirigé par Robert Chauvigny. Slow-fox enregistré le 8 septembre 1952. |
| Bravo pour le clown                                                      | Louiguy                                   | Henri Contet                          | 1953 | 3'09  | 78 tours                        | Orchestre dirigé par Robert Chauvigny. Enregistré le 18 juillet 1953. Aussi enregistré en 1956 et en 1958 à l'Olympia. |
| Sœur Anne                                                                | Michel Emer                               | Michel Emer                           | 1953 | 3’49  | 78 tours                        | Enregistrée le 11 décembre 1953 avec l'orchestre de Robert Chauvigny. Aussi enregistrée en live (date inconnue) et publiée en 1993. |
| N'y va pas Manuel                                                        | Michel Emer                               | Michel Emer                           | 1953 | 3’05  | 78 tours                        | Valse enregistrée le 11 décembre 1953 avec l'orchestre de Robert Chauvigny. |
| Les Amants de Venise                                                     | Marguerite Monnot                         | Jacques Plante                        | 1953 | 3'13  | 78 tours                        | Enregistré le 23 mai 1953 avec l'orchestre dirigé par Robert Chauvigny. L'autre prise, découverte en 2015, a été publiée. |
| L'effet qu'tu m'fais                                                     | Marc Herrand                              | Édith Piaf                            | 1953 | 3'15  | 78 tours ?(introuvable)         | Enregistré le 14 décembre 1953 avec l'orchestre de Robert Chauvigny. |
| Johnny, tu n'es pas un ange                                              | Richard Stein                             | Francis Lamarque                      | 1953 | 2’12  | 78 tours                        | Enregistrée le 26 décembre 1953 avec l'orchestre de Robert Chauvigny. Adaptation française de la chanson Sanie cu zurgălăi de 1936. |
| Jean et Martine (Le routier)                                             | Michel Emer                               | Michel Emer                           | 1953 | 3'18  | 45 tours                        | Valse enregistrée le 15 juillet 1953 avec l'orchestre de Robert Chauvigny. |
| Et moi...                                                                | Michel Emer                               | Michel Emer                           | 1953 | 3’15  | 78 tours                        | Enregistrée le 11 décembre 1953 avec l'orchestre de Robert Chauvigny. |
| Pour qu'elle soit jolie, ma chanson (avec Jacques Pills)                 | Louiguy                                   | Édith Piaf                            | 1953 | 3'33  | 78 tours                        | Du film Boum sur Paris. Enregistrée le 15 juillet 1953. Orchestre dirigé par Robert Chauvigny. |
| Les Croix                                                                | Gilbert Bécaud                            | Louis Amade                           | 1953 | 3'31  | 78 tours                        | Orchestre dirigé par Robert Chauvigny. Enregistré le 15 juillet 1953. Cette chanson a aussi été enregistrée par Léo Marjane. |
| Le Bel Indifférent                                                       |                                           | Jean Cocteau                          | 1953 | 27’50 | 33 tours 25 cm Columbia FS 1021 | Pièce (un acte) écrite par Jean Cocteau, récitée par Édith Piaf. En 1940, Édith Piaf et Paul Meurisse créent la pièce au Théâtre des Bouffes-Parisiens. Elle a été enregistrée uniquement le 28 mai 1953. |
| Heureuse                                                                 | Marguerite Monnot                         | René Rouzaud                          | 1953 | 3’19  | 78 tours                        | Enregistrée le 17 février 1954 sous la direction de Robert Chauvigny. Une autre prise existe et date de 1953 publiée par l'INA. Chœurs Marguerite Murcier. Aussi enregistrée en live à l'Olympia en 1955, au Carnegie Hall en 1957 et à Québec en 1956. |
| La Goualante du pauvre Jean                                              | Marguerite Monnot                         | René Rouzaud                          | 1954 | 2’01  | 78 tours                        | Charleston (ou fox) enregistré le 16 février 1954 (ou le 24 décembre 1953) sous la direction de Robert Chauvigny. Connue à l'étranger sous le titre The Poor People of Paris en anglais. Aussi enregistré en live à l'Olympia en 1955, au Carnegie Hall et en 1956 à Québec. Aussi enregistré par Yves Montand. |
| Enfin le printemps (Vise, mon Jules…)                                    | Marguerite Monnot                         | René Rouzaud                          | 1954 | 2’21  | 78 tours                        | Cette valse est enregistrée le 29 octobre 1954 avec l'orchestre de Robert Chauvigny. Aussi enregistré en live à l'Olympia en 1955 et à Québec en 1956. |
| Retour                                                                   | Joe Heyne et Georges Manet                | Jean-Marie                            | 1954 | 2’47  | 78 tours                        | Slow-fox enregistré le 25 novembre 1954. Arrangement de Marc Herrand. Aussi enregistré par Tino Rossi et par Raymond Girerd. |
| Mea culpa                                                                | Michel Rivgauche                          | Hubert Giraud                         | 1954 | 3’04  | 78 tours                        | Enregistrée le 29 octobre 1954. Interprété pour le Grand Prix de la Chanson en 1954 à Deauville. Aussi enregistrée par Jacques Hélian, Mouloudji, Line Andres et Colette Mars. |
| Le « Ça ira »                                                            | Traditionnel                              | Traditionnel                          | 1954 | 2'20  | 78 tours                        | Du film Si Versailles m'était conté…, enregistré le 24 décembre 1954 avec les chœurs de Marguerite Murcier et l'orchestre de Robert Chauvigny. |
| Avec ce soleil                                                           | Philippe-Gérard                           | Jacques Larue                         | 1954 | 2’31  | 78 tours                        | Enregistrée le 21 octobre 1954 sous la direction de Robert Chauvigny. Puis réenregistrée le 25 novembre 1954. Également enregistrée en live à l'Olympia en 1955. Aussi enregistré par Yves Montand et par André Claveau. |
| L'Homme au piano                                                         | Horst Heinz Henning et Jean-Claude Darnal | Heinz Terningsohn                     | 1954 | 2’03  | 78 tours                        | Enregistrée le 26 novembre 1954 sous la direction de Robert Chauvigny. |
| L'Accordéoniste                                                          | Michel Emer                               | Michel Emer                           | 1955 | 3'38  | 33 tours                        | Cette version est enregistrée à l'Olympia en 1955 sous la direction d'orchestre de Robert Chauvigny (pour la première version, voir 1940). Ce titre, devenu un classique, est l'unique de son répertoire d'avant-guerre qu'elle conservera tout au long de sa carrière. Aussi interprété pour l'émission La Joie de Vivre en 1954, et au Carnegie Hall en 1956.                                                                                           |
| Un grand amour qui s'achève                                              | Marguerite Monnot                         | Édith Piaf                            | 1955 | 3'35  | 78 tours                        | Slow enregistré le 28 janvier 1955 avec l'orchestre de Robert Chauvigny. |
| Miséricorde                                                              | Philippe-Gérard                           | Jacques Larue                         | 1955 | 3'32  | 78 tours                        | Enregistrée le 28 octobre 1955 avec l'orchestre de Robert Chauvigny. La version 78 tours semble être l'un des derniers connus d'Édith Piaf. Aussi enregistrée en live à l'Olympia en 1955, et à Québec en 1956. |
| C'est à Hambourg                                                         | Marguerite Monnot                         | Michelle Senlis et Claude Delécluse   | 1955 | 3'01  | 78 tours                        | Enregistrée le 28 février 1955. Orchestre de Robert Chauvigny et Chœurs de Marguerite Murcier. Une autre version non répertoriée a été éditée. Également enregistrée en live à l'Olympia en 1955, en 1958, au Carnegie Hall et au Québec en 1956. Aussi enregistrée par Lina Margy, Catherine Sauvage, Felix Marten et Suzy Solidor. |
| Légende                                                                  | Gilbert Bécaud                            | Édith Piaf                            | 1955 | 3'46  | Live                            | Enregistrée en live à l'Olympia en 1955 avec l'orchestre de Robert Chauvigny. |
| Le Chemin des forains                                                    | Jean Dréjac                               | Henri Sauguet                         | 1955 | 3'09  | 78 tours                        | Orchestre dirigé par Robert Chauvigny le 27 janvier 1955. La chanson a été produite par les éditions Salabert en 1946. Chanson inspirée du ballet Les Forains de Henri Sauguet. |
| Avant nous                                                               | Marguerite Monnot                         | René Rouzaud                          | 1956 | 2'59  | 45 tours                        | Enregistrée le 27 décembre 1955 avec l'orchestre de Robert Chauvigny. Enregistrée dans les studios Capitol de New-York et labellisée par Pathé-Marconi France en février 1956. |
| Et pourtant                                                              | Michel Emer                               | Pierre Brasseur                       | 1956 | 2'58  | 33 tours                        | Enregistrée le 4 juillet 1956 avec l'orchestre de Robert Chauvigny. |
| Marie la Française                                                       | Philippe-Gérard                           | Jacques Larue                         | 1956 | 3'53  | 45 tours                        | Enregistrée le 27 juin 1956 puis le 4 juillet 1956 avec l'orchestre de Robert Chauvigny. Aussi enregistrée en live en 1956 à l'Olympia et à Québec. |
| Les Amants d'un jour                                                     | Marguerite Monnot                         | Claude Delécluse et Michelle Senlis   | 1956 | 3'12  | 45 tours                        | Il s'agit d'une valse musette enregistrée le 27 décembre 1955 dans les studios Capitol de New-York et "labellisée" par Pathé-Marconi France en février 1956. Orchestre de Robert Chauvigny. Aussi enregistré en live en 1956 à l'Olympia et à Québec la même année. |
| L'Homme à la moto (Black Denim Trousers and Motorcycle Boots)            | Jerry Leiber et Mike Stoller              | Jean Dréjac (adaptation)              | 1956 | 2'18  | 45 tours                        | Enregistrée dans les studios Capitol de New-York et "labellisée" par Pathé-Marconi France le 3 janvier 1956. Aussi enregistrée en live à l'Olympia en 1956 et en 1958, ainsi qu'au Carnegie Hall en 1956 et en 1957, et à Québec en 1956. |
| Soudain une vallée (Suddenly There's A Valley)                           | Biff Jones, Chuck Meyer                   | Jean Dréjac                           | 1956 | 2'22  | 45 tours                        | Enregistrée dans les studios Capitol de New-York et labellisée par Pathé-Marconi France le 3 janvier 1956. Orchestre de Robert Chauvigny. |
| Une dame                                                                 | Michel Emer                               | Michel Emer                           | 1956 | 2'41  | 45 tours                        | Enregistrée le 28 février 1956. Orchestre dirigé par Robert Chauvigny. Aussi enregistrée en 1956 à l'Olympia. |
| Toi qui sais                                                             | Michel Emer                               | Michel Emer                           | 1956 | 3'56  | 45 tours                        | Orchestre dirigé par Robert Chauvigny. Aussi enregistrée en live en 1956 à l'Olympia. |
| Les Prisons du roy (Allentown Jail)                                      | Irving Gordon                             | Michel Rivgauche                      | 1957 | 4'05  | 45 tours                        | Enregistrée le 25 novembre 1957 avec l'orchestre dirigé par Robert Chauvigny. Aussi enregistrée en live à l'Olympia en 1958. |
| Opinion publique                                                         | Marguerite Monnot                         | Henri Contet                          | 1957 | 3'10  | 45 tours                        | Enregistrée le 25 novembre 1957 avec l'orchestre dirigé par Robert Chauvigny |
| Salle d'attente                                                          | Marguerite Monnot                         | Michel Rivgauche                      | 1957 | 3'50  | 45 tours                        | Enregistrée le 25 novembre 1957. Orchestre dirigé par Robert Chauvigny. Aussi enregistrée en live à l'Olympia en 1958. |
| Les Grognards                                                            | Hubert Giraud                             | Pierre Delanoë                        | 1957 | 3'58  | 45 tours                        | Enregistrée le 25 novembre 1957. Orchestre dirigé par Robert Chauvigny. Aussi enregistrée en live à l'Olympia en 1958 et au Carnegie Hall en 1957. |
| Comme moi                                                                | Claude Delécluse et Michelle Senlis       | Marguerite Monnot                     | 1957 | 2'57  | 45 tours                        | Orchestre dirigé par Robert Chauvigny. Enregistrée le 7 décembre 1957. Aussi enregistrée en live à l'Olympia en 1958. |
| C'est un homme terrible                                                  | Félix Marten                              | Jean-Pierre Moulin                    | 1958 | 2'10  | 45 tours                        | Orchestre dirigé par Robert Chauvigny. Enregistrée le 4 septembre 1958. |
| La Foule                                                                 | Michel Rivgauche                          | Angel Cabral                          | 1958 | 3'13  | 45 tours                        | Valse péruvienne. Orchestre dirigé par Robert Chauvigny,. Aussi enregistrée en live à l'Olympia en 1958, et en live à Nimègue en 1962. |
| Je me souviens d'une chanson                                             | Félix Marten                              | Jean-Pierre Moulin                    | 1958 | 2'50  | 45 tours                        | Valse enregistrée le 4 septembre 1958. Orchestre dirigé par Robert Chauvigny. |
| Je sais comment                                                          | Julien Bouquet                            | Robert Chauvigny                      | 1958 | 3'20  | 45 tours                        | Orchestre dirigé par Robert Chauvigny, avec chœurs. Enregistrée le 5 août 1958. |
| Tatave                                                                   | Albert Simonin                            | Henri Crolla                          | 1958 | 3'54  | 45 tours                        | Orchestre dirigé par Robert Chauvigny. Enregistrée le 4 septembre 1958. |
| Les Orgues de Barbarie                                                   | Georges Moustaki                          | Georges Moustaki                      | 1958 | 2'41  | 45 tours                        | Valse enregistrée avec l'orchestre dirigé par Robert Chauvigny le 3 septembre 1958. |
| Eden blues                                                               | Georges Moustaki                          | Georges Moustaki                      | 1958 | 3'15  | 45 tours                        | Orchestre dirigé par Robert Chauvigny, avec chœurs. Enregistrée le 3 septembre 1958. |
| Le Gitan et la Fille                                                     | Georges Moustaki                          | Georges Moustaki                      | 1958 | 4'04  | 45 tours                        | Enregistrée le 3 septembre 1958 avec l'orchestre de Robert Chauvigny. Enregistrée le 5 janvier 1959 à La Joie de Vivre. |
| Fais comme si                                                            | Marguerite Monnot                         | Michel Rivgauche                      | 1958 | 2'17  | 45 tours                        | Du film Les amants de demain. Orchestre dirigé par Robert Chauvigny. Enregistré les 21 et 27 mars 1958. |
| Le Ballet des cœurs                                                      | Norbert Glanzberg                         | Michel Rivgauche                      | 1958 | 2'27  | 45 tours                        | Valse enregistrée le 7 juillet 1958 avec l'orchestre de Norbert Glanzberg. |
| Les Amants de demain                                                     | Marguerite Monnot                         | Henri Contet                          | 1958 | 2'30  | 45 tours                        | Enregistrée le 2 septembre, avec chœurs. Du film Les amants de demain. Orchestre dirigé par Robert Chauvigny. |
| Les Neiges de Finlande                                                   | Marguerite Monnot                         | Henri Contet                          | 1958 | 1'36  | 45 tours                        | Du film Les amants de demain. Enregistrée le 2 septembre 1958 avec l'orchestre de Robert Chauvigny. |
| Tant qu'il y aura des jours                                              | Marguerite Monnot                         | Michel Rivgauche                      | 1958 | 2'04  | 45 tours                        | Du film Les amants de demain. Valse enregistrée le 2 septembre 1958. Accompagnée par l'orchestre de Robert Chauvigny et à l'accordéon Jo Courtin. |
| Un étranger                                                              | Robert Chauvigny                          | Georges Moustaki                      | 1958 | 3'23  | 45 tours                        | Enregistré le 3 septembre 1958. La première version de cette chanson est à distinguer de la deuxième, enregistrée le 5 septembre 1958. |
| Mon manège à moi                                                         | Norbert Glanzberg                         | Jean Constantin                       | 1958 | 2'59  | 45 tours                        | Enregistrée le 27 mars 1958 (publiée avec le 45 tours de Fais-comme si), puis une seconde fois le 3 juillet 1958 sous la direction de Robert Chauvigny. Aussi enregistrée en live à l'Olympia en 1958. |
| Milord                                                                   | Marguerite Monnot                         | Georges Moustaki                      | 1959 | 4'29  | 45 tours                        | Fox enregistré à New-York le 5 août 1959 avec l'orchestre de Robert Chauvigny. Aussi enregistré en live à Nimègue en 1962 et durant l'émission The Ed Sullivan Show en 1959. |
| T'es beau, tu sais                                                       | Georges Moustaki                          | Henri Contet                          | 1959 | 4'04  | 33 tours                        | Enregistrée à New-York le 5 août 1959 avec l'orchestre de Robert Chauvigny. |
| Non, je ne regrette rien                                                 | Charles Dumont                            | Michel Vaucaire                       | 1960 | 2'20  | 45 tours                        | Slow enregistré le 10 novembre 1960 avec l'orchestre de Robert Chauvigny. |
| La Vie, l'Amour                                                          | Robert Chauvigny                          | Michel Rivgauche                      | 1960 | 1'50  | 45 tours                        | Orchestre de Robert Chauvigny. Enregistrée le 10 novembre 1960. Aussi enregistrée en live le 20 décembre 1960 à Chaumont. |
| La Belle Histoire d'amour                                                | Charles Dumont                            | Édith Piaf                            | 1960 | 4'03  | 33 tours                        | Orchestre de Robert Chauvigny. Enregistrée le 2 mars 1961. Aussi enregistrée en live à l'Olympia en 1961 et en live le 20 décembre 1960 à Chaumont. |
| La Ville inconnue                                                        | Georges Moustaki                          | Michel Rivgauche                      | 1960 | 3'45  | 45 tours                        | Enregistrée le 15 décembre 1960 avec l'orchestre de Robert Chauvigny accompagné par Dany Kane à l'harmonica. Aussi enregistrée en live à l'Olympia en 1961. |
| Cri du cœur                                                              | Henri Crolla                              | Jacques Prévert                       | 1960 | 2'40  | 33 tours                        | Fox-trot enregistré le 20 mai 1960. Orchestre de Robert Chauvigny accompagné par Henri Crolla à la guitare. |
| Les Blouses blanches                                                     | Marguerite Monnot                         | Michel Rivgauche                      | 1960 | 4'29  | 33 tours                        | Valse enregistrée au récital de décembre 1960 à l'Olympia. Orchestre sous la direction de Jacques Lesage, avec Marc Bonel (accordéon), Jacques Liébrard (guitare), Dany Kane (harmonica) Aussi enregistrée en live le 20 décembre 1960 à Chaumont. |
| Les Flonflons du bal                                                     | Charles Dumont                            | Michel Vaucaire                       | 1960 | 2'28  | 33 tours                        | Valse enregistrée le 22 décembre 1960. Orchestre de Robert Chauvigny. Aussi enregistrée en live à l'Olympia en 1961 et en live le 20 décembre 1960 à Chaumont. Chanson créée par Lucienne Delyle. |
| Les Mots d'amour                                                         | Charles Dumont                            | Michel Rivgauche                      | 1960 | 3'26  | 45 tours                        | Java enregistrée le 24 novembre 1960 avec l'orchestre de Robert Chauvigny. Aussi enregistrée en live à l'Olympia en 1961 et en live le 20 décembre 1960 à Chaumont. |
| Mon Dieu                                                                 | Charles Dumont                            | Michel Vaucaire                       | 1960 | 3'26  | 45 tours                        | Enregistrée le 22 décembre 1960 avec l'orchestre de Robert Chauvigny, accompagné par des chœurs. Enregistrée le 12 décembre puis publiée de manière inédite sur 45 tours (7 XLA 7402). Aussi enregistrée en live à l'Olympia en 1961 et le 20 décembre 1960 à Chaumont. Aussi enregistrée par Franck Pourcel et son orchestre. |
| Boulevard du Crime                                                       | Claude Léveillée                          | Michel Rivgauche                      | 1960 | 3'    | 45 tours                        | Enregistrée le 27 novembre 1960 avec l'orchestre de Robert Chauvigny. Aussi enregistrée en live le 20 décembre 1960 à Chaumont. |
| C'est l'amour (qui fait qu'on s'aime)                                    | Marguerite Monnot                         | Édith Piaf                            | 1960 | 3'10  | 33 tours                        | Enregistrée le 13 mai 1960 avec l'orchestre de Robert Chauvigny. |
| Des histoires                                                            | Charles Dumont                            | Michel Vaucaire                       | 1960 | 3'43  | 45 tours                        | Enregistrée le 12 décembre 1960 avec l'orchestre de Robert Chauvigny. |
| Ouragan                                                                  | Claude Léveillée                          | Michel Rivgauche                      | 1960 | 2'20  | 45 tours                        | Habanera enregistrée le 13 mai 1960 avec l'orchestre dirigé par Robert Chauvigny. |
| Je suis à toi                                                            | Julien Bouquet                            | Julien Bouquet                        | 1960 | 3'25  | 33 tours                        | Enregistré le 20 mai 1960 avec l'orchestre de Robert Chauvigny. |
| Les Amants merveilleux                                                   | Florence Véran                            | Robert Gall                           | 1960 | 2'50  | 45 tours                        | Enregistré le 20 mai 1960 avec l'orchestre de Robert Chauvigny. |
| Jérusalem                                                                | Robert Chabrier                           | Jo Moutet                             | 1960 | 3'59  | 45 tours                        | Enregistrée le 24 novembre 1960 avec l'orchestre de Robert Chauvigny. |
| Le Vieux Piano                                                           | Claude Léveillée                          | Henri Contet                          | 1960 | 3'11  | 45 tours                        | Enregistré le 20 mai 1960 avec l'orchestre de Robert Chauvigny. |
| C'est peut-être ça                                                       | Charles Dumont                            | Michel Vaucaire                       | 1961 | 2'49  | 45 tours                        | Slow-rock enregistré le 17 mai 1961 avec l'orchestre de Robert Chauvigny. La deuxième prise a été publiée en 1961 également. |
| Quand tu dors                                                            | Christiane Verger                         | Jacques Prévert                       | 1961 | 2'36  | 33 tours                        | Avec orchestre inconnu. Enregistrée le 21 décembre 1961. Aussi enregistrée par Cora Vaucaire et Barbara. |
| Mon vieux Lucien                                                         | Charles Dumont                            | Michel Rivgauche                      | 1961 | 2'49  | 45 tours                        | Fox-trot enregistré le 25 janvier 1961 avec l'orchestre de Robert Chauvigny. Lors de son tour de chant à l'Olympia en 1961, elle se trompe de paroles et se reprend et dit « Remarquez, je me suis déjà trompé hier. Il faut que je me guérisse de cela, sinon je ne la chanterai jamais. Allez, je recommence ». |
| Exodus                                                                   | Marnay                                    | Ernest Gold                           | 1961 | 3'28  | 45 tours                        | Du film Exodus. Enregistrée le 3 février 1961 avec l'orchestre de Robert Chauvigny. |
| Faut pas qu'il se figure                                                 | Georges Moustaki                          | Michel Rivgauche                      | 1961 | 4'    | 33 tours                        | Enregistrée le 2 mars 1961 avec l'orchestre de Jean Leccia. Parfois noté Faut pas qu'il s'aperçoive. Interprétée le 5 janvier 1959 dans l'émission La Joie de Vivre. |
| Les Amants (avec Charles Dumont)                                         | Charles Dumont                            | Édith Piaf                            | 1961 | 3'54  | 45 tours                        | Orchestre dirigé par Robert Chauvigny. Barcarolle enregistrée le 4 mai 1961. Déposée à la SACEM le 31 mai 1961 sous le nom La chanson des amants. Aussi enregistrée en live le 22 mars 1961. |
| No Regrets (Non, je ne regrette rien, en anglais)                        | Charles Dumont                            | Hal Davis                             | 1961 | 2'26  | 45 tours                        | Slow enregistré le 13 mars 1961 avec l'orchestre de Robert Chauvigny. |
| Le Billard électrique                                                    | Charles Dumont                            | Louis Poterat                         | 1961 | 3'35  | 45 tours                        | Enregistrée le 2 mars 1961 avec l'orchestre de Jean Leccia Aussi enregistrée en live à l'Olympia en 1962, ainsi qu'en live à Nimègue en 1962. |
| Marie-Trottoir                                                           | Charles Dumont                            | Michel Vaucaire                       | 1961 | 2'22  | 45 tours                        | Enregistrée le 25 janvier et le 3 février 1961 avec l'orchestre de Robert Chauvigny. |
| Qu'il était triste cet Anglais                                           | Charles Dumont                            | Louis Poterat                         | 1961 | 4'10  | 45 tours                        | Enregistrée le 4 avril 1961 avec l'orchestre de Jean Leccia. |
| Toujours aimer                                                           | Charles Dumont                            | Nita Raya                             | 1961 | 3'12  | 45 tours                        | Enregistrée le 21 janvier 1961 avec l'orchestre de Robert Chauvigny. |
| Mon Dieu (en anglais)                                                    | Charles Dumont                            | Hal Davis                             | 1961 | 3'30  | 45 tours                        | Enregistrée le 13 mars 1961 avec l'orchestre de Robert Chauvigny. |
| Dans leur baiser                                                         | Charles Dumont                            | Michel Vaucaire                       | 1961 | 3'30  | 45 tours                        | Valse enregistrée le 21 janvier 1961. Orchestre dirigé par Robert Chauvigny. |
| Le Droit d'aimer                                                         | Francis Lai                               | Robert Nyel                           | 1962 | 3'40  | 45 tours                        | Enregistrée le 21 septembre 1962 avec l'orchestre dirigé par Robert Chauvigny. Aussi enregistrée en live en 1962 à l'Olympia et à Nimègue. |
| À quoi ça sert l'amour (avec Théo Sarapo)                                | Michel Emer                               | Michel Emer                           | 1962 | 2'30  | 45 tours                        | Fox enregistré le 3 septembre 1962 avec l'orchestre dirigé par Jean Leccia. Aussi enregistré en live à l'Olympia en 1962. |
| Fallait-il                                                               | Charles Dumont                            | Michel Vaucaire                       | 1962 | 2'10  | 45 tours                        | Enregistrée le 26 janvier 1962 avec l'orchestre de Robert Chauvigny. |
| Une valse                                                                | Charles Dumont                            | Jacques Plante                        | 1962 | 3'27  | 33 tours                        | Valse enregistrée le 20 et le 27 avril 1962, puis le 4 mai 1962. Orchestre dirigé par Jean Leccia. |
| Inconnu excepté de Dieu (avec Charles Dumont)                            | Charles Dumont                            | Louis Amade                           | 1962 | 2'54  | 45 tours                        | Enregistrée le 24 avril 1962 avec l'orchestre de Jean Leccia. |
| Les Amants de Teruel (avec Míkis Theodorákis)                            | Míkis Theodorákis                         | Jacques Plante                        | 1962 | 3'22  | 45 tours                        | Du film Les Amants de Teruel. Orchestre dirigé par Mikis Theodorakis. Enregistrée le 20 avril 1962. |
| Quatorze juillet                                                         | Míkis Theodorákis                         | Jacques Plante                        | 1962 | 2'    | 45 tours                        | Du film Les Amants de Teruel. Orchestre dirigé par Mikis Theodorakis. Enregistrée le 20 avril 1962. |
| Roulez tambours                                                          | Francis Lai                               | Édith Piaf                            | 1962 | 4'02  | 45 tours                        | Enregistrée le 21 septembre 1962. Orchestre de Jean Leccia. Aussi enregistrée en live à Nimègue en 1962. |
| Musique à tout va                                                        | Francis Lai                               | René Rouzaud                          | 1962 | 4'06  | 45 tours                        | Enregistrée le 3 septembre 1962. Orchestre dirigé par Jean Leccia. Aussi enregistrée en live à Nimègue en 1962. |
| Le Rendez-vous                                                           | Francis Lai                               | René Rouzaud                          | 1962 | 3'16  | 45 tours                        | Enregistrée le 3 décembre 1962. Orchestre de Robert Chauvigny. Aussi enregistrée en live à Nimègue en 1962. |
| Toi, tu l'entends pas !                                                  | Charles Dumont                            | Pierre Delanoë                        | 1962 | 2'40  | 45 tours                        | Marche enregistrée le 26 janvier 1961. Orchestre de Robert Chauvigny. Aussi enregistrée en live à l'Olympia en 1962. |
| Carmen's Story                                                           | Charles Dumont                            | Michel Rivgauche                      | 1962 | 3'19  | 33 tours                        | Enregistrée le 4 avril 1961. Orchestre dirigé par Robert Chauvigny. |
| On cherche un auguste                                                    | Charles Dumont                            | Robert Gall                           | 1962 | 3'10  | 33 tours                        | Valse enregistrée le 22 février 1962. Orchestre dirigé par Jean Leccia. |
| Ça fait drôle                                                            | Charles Dumont                            | Jacques Plante                        | 1962 | 2'40  | 45 tours                        | Enregistrée le 22 février 1962 avec l'orchestre de Jean Leccia. |
| Emporte-moi                                                              | Francis Lai                               | Jacques Plante                        | 1962 | 3'12  | 45 tours                        | Enregistrée le 3 septembre 1962. Orchestre dirigé par Jean Leccia. Enregistrée pour la première fois à la télévision française le 23 juillet 1962 pour l'émission L’École des vedettes. Aussi enregistrée en live à Nimègue en 1962. |
| Polichinelle                                                             | Charles Dumont                            | Jacques Plante                        | 1962 | 3'    | 45 tours                        | Enregistrée le 15 février 1962. Orchestre dirigé par Jean Leccia. |
| Le Petit Brouillard (Un petit brouillard)                                | Francis Lai                               | Jacques Plante                        | 1962 | 3'    | 45 tours                        | Enregistrée le 4 mai 1962. Orchestre dirigé par Jean Leccia. Aussi enregistrée en live à Nimègue en 1962. |
| C'était pas moi                                                          | Francis Lai                               | Robert Gall                           | 1963 | 3'15  | 33 tours                        | Enregistrée le 21 février 1963 à Bobino. Orchestre de Noël Commaret. |
| Le Chant d'amour                                                         | Charles Dumont                            | Édith Piaf                            | 1963 | 3'30  | 33 tours                        | Il s'agit de la dernière chanson écrite par Édith Piaf. Orchestre de Noël Commaret. Enregistrée le 14 décembre 1962. Aussi enregistrée en live à Nimègue en 1962 et à Bobino en 1963. |
| Tiens, v'là un marin                                                     | Julien Bouquet                            | Julien Bouquet et Bernard Labadie     | 1963 | 3'25  | 33 tours                        | Marche enregistrée le 21 février 1963 en live à Bobino. Orchestre de Noël Commaret. |
| J'en ai tant vu                                                          | Michel Emer                               | Michel Emer                           | 1963 | 3'14  | 33 tours                        | Live à Bobino le 21 février 1963. Orchestre de Noël Commaret. |
| Margot Cœur Gros                                                         | Florence Véran                            | Michèle Vendôme                       | 1963 | 3'15  | 33 tours                        | Fox enregistré le 14 décembre 1962. Aussi enregistré en live à Bobino le 21 février 1963. Orchestre de Noël Commaret. Aussi enregistré en live à Nimègue en 1962. |
| Monsieur Incognito                                                       | Florence Véran                            | Robert Gall                           | 1963 | 5'37  | 33 tours                        | Enregistrée en studio le 18 février 1963. Aussi enregistrée en live à Bobino le 21 février 1963. Orchestre de Noël Commaret. |

## Chansons ou prises alternatives parues à titre posthume
Des chansons connues pour avoir été interprétées par Édith Piaf lors d’une apparition à la télévision, à la radio, en concert, dans un film ou par l'intermédiaire de partitions, sont listées ci-dessous. À ces chansons s'ajoutent les enregistrements studio et les prises alternatives de certaines chansons publiées à titre posthume. En effet, Édith Piaf a parfois enregistré plusieurs prises d'une même chanson. Seule une seule des prises a été retenue à l'époque, mais certaines ont été publiées à titre posthume et sont donc à distinguer des versions commercialisées à l'époque.
| Titre                                                                          | Musique                            | Paroles                                          | Durée | Date     | Support                                 | Remarque |
| ------------------------------------------------------------------------------ | ---------------------------------- | ------------------------------------------------ | ----- | -------- | --------------------------------------- | --- |
| Les Mômes de la cloche (prise alternative)                                     | Vincent Scotto                     | André Décaye                                     | 3'54  | 1936     | Matrice de l'enregistrement             | Il s'agit d'une version alternative (en une prise) enregistrée le 24 mars 1936, publiée en 2003,. |
| Mon légionnaire (prise n°1 et alternatives,)                                   | Marguerite Monnot                  | Raymond Asso                                     | 3'42  | 1936     | Matrice de l'enregistrement             | La première prise de Mon légionnaire, enregistrée le 28 janvier 1937 avec l'orchestre de Jacques Météhen et Pierre Dreyfus au piano, a été publiée en 2001. Une version alternative a également été enregistrée le 12 novembre 1937 et publiée à titre posthume. |
| Les marins, ça fait des voyages (n°1)                                          | Mitty Goldin                       | Raymond Asso                                     | 3’31  | 1936     | Matrice de l'enregistrement             | La première prise, enregistrée le 15 mars 1936, de cette chanson a été publiée par Polydor en 2003. |
| Le Fanion de la Légion (prises alternatives)                                   | Marguerite Monnot                  | Raymond Asso                                     | 3'33  | 1936     | Matrice de l'enregistrement             | Le Fanion de la Légion a été enregistrée une seconde fois le 12 novembre 1937 (puis une troisième fois le 15 mars 1938) avec l’Orchestre Jacques Météhen et Pierre Dreyfus au piano. La version studio a été publiée en 2001. |
| Chand d'habits (prise n°1)                                                     | Rose Alfred                        | Jacques Bourgeat                                 | 3'44  | 1936     | Matrice de l'enregistrement             | La première prise (non retenue à l'époque) de cette chanson a été publiée par Polydor en 2003. |
| Ding, din, don (prise n°1)                                                     | Pierre Dreyfus                     | Raymond Asso                                     | 3’30  | 1936     | Matrice de l'enregistrement             | La première prise, enregistrée le 12 novembre 1937, de cette chanson a été publiée par Polydor en 2003. |
| Le Chacal (prise n°1)                                                          | Robert Juel                        | Seider et Raymond Asso                           | 3’05  | 1937     | Matrice de l'enregistrement             | La première prise (non retenue à l'époque) de cette chanson a été publiée par Polydor en 2003. |
| Partance (prise n°1)                                                           | Léo Poll                           | Raymond Asso                                     | 1'14  | 1937     | Matrice de l'enregistrement             | La deuxième prise (non retenue à l'époque) de cette chanson a été publiée par Polydor en 2003. |
| Ne m'écris pas (prise n°2)                                                     | René Cloërec                       | Jean Rodor et Lucien Lagarde                     | 3’39  | 1937     | Matrice de l'enregistrement             | La deuxième prise (non retenue à l'époque) de cette chanson a été publiée par Polydor en 2003. |
| Tout fout le camp (n°1)                                                        | Robert Juel                        | Raymond Asso                                     | 2'21  | 1937     | Matrice de l'enregistrement             | La première prise (non retenue à l'époque) de cette chanson a été publiée par Polydor en 2003. |
| La Java en mineur                                                              | Léo Poll                           | Marcel Delmas et Raymond Asso                    | 4'17  | 1938     | Disque microsillon inhabituel (Acétate) | Acétate (disque d'environ 10") enregistré chez Marie Dubas au 104 boulevard de Courcelles en juin 1938 avec Raymond Asso au piano. Cette chanson a été publiée en 1973 par Polygram. Cette chanson a été reprise du répertoire de Maurice Chevalier. |
| Le Fanion de la Légion (live à l'Européen)                                     | Marguerite Monnot                  | Raymond Asso                                     |       | 1938     | Publié en CD                            | Le Fanion de la Légion a été enregistré à l'Européen en 1938. L'enregistrement a été publiée en 1993 par l'INA. Il s'agit du premier enregistrement en live d'Édith Piaf. |
| Browning (live à l'Européen)                                                   | René Cloërec                       | Raymond Asso                                     |       | 1938     | Publié en CD                            | Browning a été enregistré à l'Européen en 1938. L'enregistrement a été publiée en 1993 par l'INA. Il s'agit du premier enregistrement en live d'Édith Piaf. Elle remplace l'avant-dernière phrase « Et puis quelqu'un dans le silence / A dit "Maint'nant j'ai d'l'expérience" par "Et puis quelqu'un dans le silence / A dit "Maint'nant à quoi qu'tu penses" / Browning, Browning //Il pens' plus rien puisqu'il est mort / Tu parlais trop ... ben t'as eu tort ». |
| Madeleine qu'avait du cœur (live à l'Européen)                                 | Max d'Yvresne                      | Raymond Asso                                     |       | 1938     | Publié en CD                            | Madeleine qu'avait du cœur a été enregistré à l'Européen en 1938. L'enregistrement a été publiée en 1993 par l'INA. Il s'agit du premier enregistrement en live d'Édith Piaf. |
| Madeleine qu'avait du cœur (prises n°1 et n°2)                                 | Max d'Yvresne                      | Raymond Asso                                     | 2'19  | 1938     | Matrice de l'enregistrement             | Première et deuxième prises, enregistrées le 15 mai 1938, publiées en 2003. |
| Elle fréquentait la rue Pigalle (prise n°1)                                    | Louis Maitrier                     | Raymond Asso                                     | 3'33  | 1939     | Matrice de l'enregistrement             | La première prise, enregistrée le 31 mai 1939, de la chanson a été publiée en 2003 par Polydor. Avec la voix de Jacques Météhen à la fin. |
| Embrasse-moi (prise n°1 et n°2)                                                | Wal-Berg                           | Jacques Prévert                                  | 2’    | 1940     | Matrice de l'enregistrement             | La première et la deuxième prises (non retenues à l'époque) sont publiées par Polydor en 2003. |
| Jimmy, c'est lui                                                               | Wal-Berg                           | Kamke                                            | 2’36  | 1940     | 33 tours                                | Enregistré le 27 mai 1940 avec l'orchestre de Wal-Berg et Albert Lasry au piano. Publié pour la première fois en 1966. |
| Y'en a un de trop                                                              | Marguerite Monnot                  | Édith Piaf                                       | 2’50  | 1940     | 33 tours                                | Valse enregistrée le 20 mai 1940. Première chanson écrite par Édith Piaf. Avec l'orchestre de Jacques Météhen. Cette chanson a été publiée en 1973 par Philipps pour la première fois. Cette chanson aurait d'abord été offerte à Line Viala. |
| La Fille de joie est triste                                                    | Michel Emer                        | Michel Emer                                      | 2'54  | 1940     | Matrice de l'enregistrement             | Enregistré le 5 avril 1940 avec Gus viseur. Michel Emer change le titre La fille de joie est triste pour l'Accordéoniste le 27 novembre 1941 à la SACEM. Découverte en 2003 à la BNF. |
| C'est la moindre des choses (prise n°4 et prise n°1)                           | Paul Misraki                       | Paul Misraki                                     |       | 1940     | Matrices des enregistrements            | Enregistrées le 18 mars 1940 avec l'orchestre de Jacques Météhen. Il s'agit de la quatrième prise de la chanson (non retenue à l'époque), publiée en 1993 par Chansophone. La première prise a été publiée en 2003 par Polydor. |
| C'était un jour de fête (prise n°2)                                            | Marguerite Monnot                  | Édith Piaf                                       | 3’50  | 1941     | Matrice de l'enregistrement             | La deuxième prise (non retenue à l'époque) a été publiée par Polydor en 2003. |
| Où sont-ils (tous) mes petits copains ? (prise n°2)                            | Marguerite Monnot                  | Édith Piaf                                       |       | 1941     | Matrice de l'enregistrement             | La deuxième prise, enregistrée le 13 juin 1941, (non retenue à l'époque) a été publiée par Polydor en 2003. |
| Le Vagabond (prise n°1 et prise n°2)                                           | Louiguy                            | Édith Piaf                                       |       | 1941     | Matrices des enregistrements            | La prise n°1 est enregistrée le 13 novembre 1942. La prise n°2 est alternative, enregistrée le 1er décembre 1942, sans chœurs, publiée par Polydor en 2003. |
| L'Homme des bars                                                               | Marguerite Monnot                  | Édith Piaf                                       | 2'18  | 1941     | 33 tours                                | Enregistrée entre août et septembre 1941, ce blues a été publié (tout seul) en 1973 par Polygram. Avec l'orchestre de Johny Uvergolts. Elle est directement extraite du film Montmartre-sur-Seine et semble aussi avoir été enregistrée avec l'orchestre Jazz de Paris de Alix Combelle. Créée par Paul Meurisse. |
| Sans y penser                                                                  | Norbert Glanzberg                  | Jean-Marie Huard                                 | 3'43  | 1941     | Extrait radio                           | Enregistrée le 14 décembre 1941, la chanson a été publiée par la Radio Télévision Suisse Romande en 1988. Accompagné par Norbert Glanzberg au piano. Valse reprise du répertoire de Lucienne Delyle. |
| Coup de grisou (prise n°1 et n°3)                                              | Louiguy                            | Henri Contet                                     | 3'20  | 1943     | Matrices des enregistrements            | La première et la troisième prise (non retenue à l'époque) sont publiées par Polydor en 2003. La première est enregistrée le 1er décembre 1943 et la troisième le 21 janvier 1943. |
| Je ne veux plus laver la vaisselle                                             | Marguerite Monnot                  | Édith Piaf                                       | 2'35  | 1943     | Matrice de l'enregistrement             | Créée pour le film Montmartre-sur-Seine, cette chanson est découverte en 2003 à la Bibliothèque Nationale de France (BNF). Les paroles ont été déposées le 19 mai 1941 par Marguerite Monnot. Il s'agit d'une valse enregistrée le 12 janvier 1943. Le disque porte les mentions : « Echantillon invendable »et « Rapport de l'usine ». Accompagné par Paul Durand et son orchestre et arrangé par Claude Normand. |
| Chanson d'amour                                                                | Marguerite Monnot                  | Henri Contet                                     | 3'51  | 1943     | Matrice de l'enregistrement             | Enregistrée le 14 avril 1943, cette chanson est découverte en 2003 à la Bibliothèque Nationale de France (BNF). Le premier couplet est directement inspiré de la chanson A travers les barreaux de l'escalier de Mistinguett. |
| La valse de Paris                                                              | André et Georges Tabet             | André et Georges Tabet                           | 2'33  | 1943     | Matrice de l'enregistrement             | Valse enregistrée le 8 janvier 1943. Cette chanson est découverte en 2003 à la Bibliothèque Nationale de France (BNF). Accompagné par Paul Durand et son orchestre. Arrangé par Claude Normand (partitions édition Salabert Paris). |
| Ses Mains                                                                      | Jacqueline Batell                  | René Bacley                                      | 3'18  | 1943     | Matrice de l'enregistrement             | Produite par Salabert en 1941 et programmée pour être enregistrée le 21 mars 1941, cette chanson a été enregistrée le 12 janvier 1943 pour la troisième fois (la matrice de la dernière prise n'a jamais été retrouvée). Elle est découverte en 2003 à la Bibliothèque Nationale de France. Le disque porte les mentions : « Echantillon invendable » et « Rapport de l'usine » Accompagné par Paul Durand et son orchestre et arrangé par Claude Normand. Enregistré par Dany Dauberson et par Renée Lebas en 1949 sur disque Pacific.                                                                                |
| C'était si bon                                                                 | Marguerite Monnot                  | Édith Piaf                                       | 3'20  | 1943     | Matrice de l'enregistrement             | Enregistrée le 8 janvier 1943 avec Paul Durand et son orchestre. Cette chanson est découverte en 2003 à la Bibliothèque Nationale de France (BNF). |
| Monsieur Saint-Pierre (prises inédites)                                        | Johnny Hess                        | Henri Contet                                     |       | 1943     | Matrice de l'enregistrement             | Enregistrée cinq fois entre 1943 et 1945, quelques prises (non retenues à l'époque) ont été publiées à titre posthume. Une seule des cinq est accompagnée d'un chœur. |
| Le Chasseur de l'hôtel (prise 1,2 et 3)                                        | Henri Bourtayre                    | Henri Contet                                     |       | 1943     | Matrice de l'enregistrement             | Les autres prises (non retenues à l'époque) sont publiées par Polydor en 2003. |
| C'était une histoire d'amour (prise alternative et prise 2)                    | Jean Jal                           | Henri Contet                                     |       | 1944     | Matrice de l'enregistrement             | La deuxième prise ainsi qu'une prise alternative (au rythme et à l'orchestration différente) sont publiées pour la première fois par Polydor en 2003. La deuxième prise provient de l'enregistrement du 15 ou du 12 décembre 1942. La prise alternative est enregistrée le 27 juin 1945 avec l'orchestre de Guy Luypaerts. |
| J'ai qu'à l'regarder (prise n°2)                                               | Alec Siniavine                     | Édith Piaf                                       | 3'23  | 1944     | Matrice de l'enregistrement             | La deuxième prise (non retenue à l'époque) a été publiée par Polydor en 2003. |
| C'était une histoire d'amour (prise en live)                                   | Jean Jal                           | Henri Contet                                     | 6'50  | 1945     | Live                                    | Accompagnée de chœurs et enregistrée à la RTS le 21 octobre 1945, durant la pièce de théâtre La Goualeuse, de Gaston Marot et Halévy. Édith Piaf y joue aux côtés de Robert Dalban, Suzanne Delvé, Pierre Amiot, Yvonne Godeau, Jacques Rémy, Hiéronimus, Raymonde Vernet et Gaston Séverin. Ces enregistrements sont publiés en 1999 par l'INA et la RTS. |
| Mariage (prise n°3)                                                            | Marguerite Monnot                  | Henri Contet                                     | 4’26  | 1946     | Matrice de l'enregistrement             | La troisième prise a été publiée en 1998. Celle-ci a été enregistrée le 26 mai 1948. Il existerait trois versions de Mariage. |
| Miss Otis Regrette                                                             | Cole Porter                        | Jacques Larue                                    | 2'55  | 1946     | Extrait radio                           | Adapté et traduit par Paul Ganne et Louis Houzeau. Cette chanson a été redécouverte en 1993. Elle a été interprétée à la radio pour l'émission Neuf garçons et une fille chantaient le 4 juin 1946 avec Robert Chauvigny au piano. |
| Monsieur est parti en voyage                                                   | Michael Carr                       | Jacques Larue                                    | 4'43  | 1946     | Extrait radio                           | Cette chanson est reprise du répertoire de Marie Dubas et redécouverte en 1993. Elle a été interprétée à la radio pour l'émission Neuf garçons et une fille chantaient le 4 juin 1946 avec Robert Chauvigny au piano. |
| Dans ma rue                                                                    | Jacques Datin                      | Jacques Datin                                    | 5'34  | 1946     | Extrait radio                           | L'interprétation d'Édith Piaf, le 8 mars 1946, a été publiée par la Radio Télévision Suisse Romande en 1988. Elle y présente la chanson, débute l'interprétation mais se trompe dans les paroles. L'interprétation diffusée généralement ne prend que l'interprétation non-interrompue. Elle a été reprise par Zaz en 2011. |
| Johnnie Fedora et Alice Blue Bonnet (chanté avec Les Compagnons de la chanson) | Allie Wrubel                       | Ray Gilbert et Allie Wrubel                      | 6'21  | 1946     | Court métrage                           | Enregistrée pour le court-métrage Johnnie Fedora and Alice Bluebonnet produit par les Studios Walt Disney, cette chanson est à l'origine interprétée par le groupe The Andrews Sisters. Ce court métrage aurait été diffusé (seul) en 1954 aux États-Unis. Il faisait partie du court-métrage La Boîte à musique, diffusé en 1946. |
| La complainte du roi Renaud (avec Les Compagnons de la chanson)                | Traditionnelle                     | Traditionnelle                                   | 4'07  | 1946     | Pressage (quatre exemplaires)           | Enregistré le 9 octobre 1946, ce titre demeure longtemps inédit et oublié ; redécouvert en 2015, il est diffusé pour la première fois en 2017. Arrangements par Marc Herrand et Louis Siebard. |
| Et elle chantait (avec Les Compagnons de la chanson)                           | Marguerite Monnot                  | Henri Contet                                     | 4'25  | 1946     | Matrice                                 | Enregistré le 12 janvier 1945 ; aussi enregistré en live le 3 octobre 1946 à la RTS. L'arrangement a été réalisé par Marc Herrand. Fred Mella est soliste, accompagné par Les Compagnons de la chanson et Édith Piaf en contre-chant. Publié en 1998. |
| Y'a pas d'printemps (prises en live)                                           | Marguerite Monnot                  | Henri Contet                                     | 4'35  | 1946     | Live extrait radio                      | Prises en live à la RTS en 1946 puis 1947 avec Marc Bonel à l'accordéon et Robert Chauvigny au piano. L'orchestration est également différente. Deuxième prise live durant son émission Neuf Garçons un cœur le 31 mai 1946. Toutes trois ont été publiées en 1993. Ces versions sont plus longues que la version de studio, puisqu'elle y ajoute un couplet. |
| Un homme comme les autres (prises alternatives)                                | Pierre Roche                       | Édith Piaf                                       | 3’50  | Fin 1947 | Matrices des enregistrements            | Édith Piaf aurait enregistré cette chanson quatre fois, il existe donc plusieurs versions inédites. |
| Le rideau tombe avant la fin,                                                  | Jean-Marc Thibault                 | Jacques Besse                                    | 5’12  | 1947     | Extraits radio                          | Édith Piaf l'a interprété deux fois pendant son émission Neuf Garçons et une fille chantaient, dont une fois le 6 janvier 1947 et une fois en février 1947,. Publiée en 1993. Aucun enregistrement studio. |
| Elle avait son sourire                                                         | Daniel White                       | Pierre-Jean Laspeyres                            | 2'54  | 1947     | Extrait radio                           | Enregistrement, du 6 janvier 1947, retrouvé sur la Radio-Suisse Romande et publié en 1993. La matrice d'origine (du 9 février 1943) aurait été détruite ou perdue. La chanson a aussi été produite en 1942 par les éditions R. Salvet et les partitions mentionnent à tort un enregistrement chez DECA[sic]. |
| Qu'as-tu fait John ?                                                           | Michel Emer                        | Michel Emer                                      | 2'15  | 1947     | 78 tours                                | Enregistré le 6 octobre 1947 avec l'orchestre de Marius Coste, Édith Piaf l'a également enregistré en live à Lausanne le 9 mars 1946, au Copacabana Club en 1949 et à Québec en 1956. Cette chanson traite d'un lynchage d'un homme noir « Dans le cœur de la Louisiane ». S'il n'existe pas d'explication ou de précision quant au registre engagé ou réaliste de cette chanson, elle n'a jamais chanté cette chanson aux États-Unis. Celle-ci a été publiée en 1973. Fait partie du Pot-Pourri publié en 1947 sur 78 tours par Columbia, avec J'm'en fous pas mal, Un Petit Homme et Un refrain courait dans la rue. |
| Leyiz M'Plorer avec Les Compagnons de la Chanson                               | Nicolas Defrecheux                 | Monpou                                           | 2'50  | 1948     | Extrait radio                           | Chanson interprétée en wallon liégeois. Édith Piaf aurait qualifié cette chanson de la plus belle jamais écrite le 30 novembre 1962. Dévoilée en 2003. |
| You're too dangerous, cheri (première version anglaise de La Vie en Rose)      | Louiguy                            | Mack David                                       | 3'56  | 1949     | Live                                    | En juin 1949, Édith Piaf interprète la première version anglaise de La Vie en Rose en live au Copacabana Club en 1949, qu'elle a écrite en 1947 pour Buddy Clark. Cette version est publiée en 1993. |
| La P'tite Marie (live)                                                         | Marguerite Monnot                  | Édith Piaf                                       | 3'23  | 1949     | Publié en CD                            | Enregistrée pour la toute première fois le 30 juin 1949 en live au Copacabana Club. |
| Tous les amoureux chantent (live)                                              | Marguerite Monnot                  | Jean Jeepy                                       | 3'24  | 1949     | Publié en CD                            | Valse enregistrée pour la toute première fois le 30 juin 1949 en live au Copacabana Club. L'arrangement est différent. |
| Tu n'as pas besoin de mes rêves                                                | Marguerite Monnot                  | Édith Piaf                                       | 2'57  | 1949     | Extrait radio                           | Enregistré le 9 février 1949 dans l'émission Édith Piaf chante pour vous seul. Dévoilé en 1993 par l'INA. |
| Il est né le divin enfant                                                      | Traditionnelle                     | Traditionnelle                                   | 1'12  | 1950     | Extrait radio                           | Il s'agit d'un enregistrement réalisé à la radio américaine pour le programme "The Big Show" le 24 décembre 1950. Durant cette émission, elle chante aussi un vers de la chanson Till we meet again. |
| Sérénade du pavé                                                               |                                    | Jean Varney                                      | 3'40  | 1954     | Bande-original                          | Du film French Cancan. Arrangement et orchestre de Georges Van Parys. Chanson créée en 1929 et reprise par Eugénie Buffet. Enregistré le 13 décembre 1954 et publié en 1973. |
| Le Lapin et les Chameaux                                                       | Robert Juel                        | Raymond Asso                                     | 3'30  | 1956     | Publié en CD                            | Cette chanson a été écrite en 1936 et créée en 1942 sur la scène de l'ABC par Édith Piaf. Édith Piaf l'a enregistrée le 24 novembre 1956 en live à Québec. Elle a été publiée en 2003. |
| If you love me, (really love me) (Hymne à l'amour en anglais, 2de version)     | Marguerite Monnot                  | Geoffrey Parsons                                 | 3'33  | 1956     | Publié en CD                            | Enregistrée en live au Carnegie Hall en 1956. La version studio a été publiée en 2001. |
| Heaven Have Mercy (Miséricorde en anglais)                                     | Philippe Gérard                    | Rick French                                      | 3'38  | 1956     | 33 tours                                | Enregistré le 11 juillet 1956. Orchestre dirigé par Robert Chauvigny et accompagné par les chœurs Marguerite Murcier. Interprété au Carnegie Hall en 1956 et 1957, il aurait d'abord été publié en 1964 aux États-Unis. |
| One Little Man (Le Petit Homme en anglais)                                     | Philippe Gérard                    | Rick French                                      | 4'14  | 1956     | 33 tours                                | Valse enregistrée le 11 juillet 1956 en studio. Orchestre dirigé par Robert Chauvigny. Chanson publiée en 1975 aux États-Unis par Capitol-Angel. Enregistrée également au Carnegie Hall en 1956 et 1957. |
| Autumn Leaves (Les Feuilles mortes en anglais)                                 | Joseph Kosma                       | Johnny Mercer                                    | 3'27  | 1956     | 33 tours                                | Enregistré au Carnegie Hall de 1956 avec les couplets inversés, par rapport à la version de 1950. Publié pour la première fois en 1977. Édith Piaf enregistre aussi cette chanson dans l'émission The Big Show le 24 décembre 1950. Durant cette émission, elle chante aussi un vers de la chanson Till we meet again. |
| A Merry Go Round (Je n'en connais pas la fin, en anglais, 2de version)         | Marguerite Monnot                  | P. Poyle                                         | 4'40  | 1956     | 78 tours                                | Valse enregistrée le 11 juillet 1956. Publié en 1964 par Capitol-Angel Édith Piaf enregistre également cette version au Copacabana Club en 1949. |
| La vie en Rose (en espagnol)                                                   | Louiguy                            | Artiste inconnu                                  | 4'    | 1956     | Extrait film                            | Édith Piaf l'enregistre en espagnol pour le film Música De Siempre. |
| The Highway (Un jeune homme chantait, en anglais)                              | Léo Poll                           | Raymond Asso                                     | 4'52  | 1957     | 33 tours                                | Orchestre de Robert Chauvigny, enregistré au Carnegie Hall le 13 janvier 1957. Publié pour la première fois en 1977. Parfois nommé Every boy sing a Song. |
| Lovers For a Day (Les amants d'un jour en anglais)                             | Marguerite Monnot                  | Claude Delécluse, Michelle Senlis et Rick French | 4'36  | 1957     | 33 tours                                | Valse enregistrée au Carnegie Hall le 13 janvier 1957. Publiée pour la première fois en 1977. |
| The Gipsy and lady (Le gitan et la fille en anglais)                           | Artiste inconnu                    | Artiste inconnu                                  | 1'32  | 1959     | Live TV                                 | Enregistré durant l'émission du 18 janvier 1959 au Ed Sullivan Show. |
| Rue de Siam                                                                    | Guy Magenta                        | Jacques Larue                                    | 2'11  | 1960     | Publié en CD                            | Dévoilé en 2003. Aussi enregistré par Lucienne Delyle. |
| Jean l'Espagnol                                                                | Georges Moustaki                   | Robert Ripa                                      | 3'10  | 1960     | Publié en CD                            | Dévoilé en 2003. |
| Non, la vie n'est pas triste                                                   | Claude Léveillée                   | Édith Piaf                                       | 2'09  | 1960     | Acétate                                 | Édith Piaf créé en 1960 la comédie-ballet La Voix, dans laquelle elle interprète trois chansons, qu'elle enregistre depuis chez elle depuis un magnétophone amateur. La réalisation de la comédie-ballet ne se fera pas de son vivant, mais en 1966 cet enregistrement est dévoilé à la télévision. |
| Kiosque à journaux                                                             | Claude Léveillée                   | Michel Rivgauche                                 | 2'10  | 1960     | Acétate                                 | Édith Piaf créé en 1960 la comédie-ballet La Voix, dans laquelle elle interprète trois chansons, qu'elle enregistre depuis chez elle depuis un magnétophone amateur. La réalisation de la comédie-ballet ne se fera pas de son vivant, mais en 1966 cet enregistrement est dévoilé à la télévision. |
| Le Métro de Paris                                                              | Claude Léveillée                   | Michel Rivgauche                                 | 1'36  | 1960     | Acétate                                 | Édith Piaf créé en 1960 la comédie-ballet La Voix, dans laquelle elle interprète trois chansons, qu'elle enregistre depuis chez elle depuis un magnétophone amateur. La réalisation de la comédie-ballet ne se fera pas de son vivant, mais en 1966 cet enregistrement est dévoilé à la télévision. |
| T'es l'homme qu'il me faut                                                     | Charles Dumont                     | Édith Piaf                                       | 2'57  | 1960     | 45 tours                                | Slow-rock enregistré le 22 décembre 1960 avec l'orchestre de Robert Chauvigny. Enregistré en live pour la première fois à l'Olympia en 1961. |
| Je m'imagine                                                                   | Marguerite Monnot                  | Nita Raya                                        | 2'41  | 1960     | 45 tours                                | Boléro enregistré le 15 décembre 1960. Orchestre dirigé par Robert Chauvigny. Publié en 1963 après le décès d'Édith Piaf. |
| Le Bruit des villes (bam bam)                                                  | Charles Dumont                     | Louis Poterat                                    | 3'30  | 1961     | 33 tours                                | Enregistré le 23 mars 1961. Publié en 1964. |
| Les Bleuets d'azur                                                             | Guy Magenta                        | Jacques Larue                                    | 2'53  | 1961     | 33 tours                                | Inédit et publié en 1973. Enregistré par Marcel Amont et par Lucienne Delyle. |
| Le Dénicheur                                                                   | Léo Daniderff                      | Léo Agel et Émile Gibert                         | 1'07  | 1961     | Extrait                                 | Enregistré chez Édith Piaf le 8 mars 1961. Publié en 1973. Aussi enregistré en live à la Joie de Vivre en 1954. |
| J'n'attends plus rien                                                          | Lionel Cazaux et Pierre Guillermin | Marie-Anne Colson-Malleville                     | 1'04  | 1961     | Extrait                                 | Enregistré chez Édith Piaf le 8 mars 1961. Publié en 1973. Aussi enregistré en live à la Joie de Vivre en 1954. |
| J'en ai passé des nuits                                                        | Denyse Luciani                     | Ernest Cloerec-Maupas                            | 2'15  | 1961     | Extrait                                 | Enregistré chez Édith Piaf le 8 mars 1961 pour l'émission Édith Piaf et ses Amis d'Europe 1 et publié en 1993. Aussi enregistré en live à la Joie de Vivre en 1954. Il s'agit d'une chanson de 1925 créée par Emma Liébel mais aussi interprétée par Line Marsa. |
| Nein, es tut mir nicht so Leid (Non, je ne regrette rien, en allemand)         | Charles Dumont                     | Artiste inconnu                                  | 1'    | 1961     | Extrait                                 | Extrait publié en 2003. |
| Le Mur                                                                         | Artiste inconnu                    | Artiste inconnu                                  |       | 1961     | CD                                      | Extrait publié en 2003. |
| Long des quais                                                                 | Artiste inconnu                    | Artiste inconnu                                  |       | 1961     | CD                                      | Extrait publié en 2003. Seule l'instrumentale a été publiée. Elle aurait pu être interprétée en répétitions. |
| Michaël                                                                        | Artiste inconnu                    | Artiste inconnu                                  |       | 1961     | CD                                      | Extrait publié en 2003. |
| Le Diable de la Bastille                                                       | Charles Dumont                     | Pierre Delanoë                                   | 2'30  | 1962     | 33 tours                                | Enregistré le 20 septembre 1962. Publié en 1964. |
| À quoi ça sert l'amour (version seule)                                         | Jean Leccia                        | Michel Emer                                      | 2'24  | 1963     | 45 tours                                | Fox enregistré le 4 mai 1962 avec l'orchestre de Jean Leccia sans la voix de Théo Sarapo. Publié en 1998. |
| Un dimanche à Londres                                                          | Florence Véran                     | Édith Piaf                                       | 3'30  | 1963     | 45 tours                                | Écrit par Théo Sarapo. Orchestre de Noël Cammaret. Cette version avec Édith Piaf en contre chant a été publiée en 1983. La version originale n'incluait que Théo Sarapo. |
| Traqué                                                                         | Florence Féran                     | Robert Gall                                      | 2'30  | 1963     | Live                                    | Enregistré le 21 février 1963. Publié en 1964. Pourrait avoir été enregistré en studio le 18 février 1963. |
| Les Gens                                                                       | Francis Lai                        | Michèle Vendôme                                  | 3'10  | 1963     | Live                                    | Enregistré le 21 février 1963. Publié en 1964. Pourrait avoir été enregistré en studio le 18 février. |
| L'Homme de Berlin                                                              | Francis Lai                        | Michèle Vendôme                                  | 3'03  | 1963     | 45 tours                                | Cette chanson est la dernière enregistrée (en une seule prise) par Édith Piaf le 7 avril 1963 à son domicile Boulevard Lannes, le disque a été publié le 26 mars 1964,. Avec Noël Commaret au piano et Francis Lai à l'accordéon. |

## Chansons connues et créées par Édith Piaf mais non enregistrées
Ci-dessous figurent les chansons qui ont été créées par Édith Piaf, aussi bien sur scène qu'en répétitions. Celles-ci sont rapportées par des partitions, des éditeurs, des témoignages ou bien des journaux de l'époque. Il n'est pas impossible que certaines d'entre elles aient pu faire l'objet d'enregistrement, mais ces derniers n'ont pas été encore dévoilés ou découverts. À l'exception de Comme un Moineau, le tableau ne retrace pas les chansons chantées avant octobre 1935, début de sa carrière dans les cabarets.
| Titre                                                    | Musique                       | Paroles                      | Date | Support                   | Remarque |
| -------------------------------------------------------- | ----------------------------- | ---------------------------- | ---- | ------------------------- | --- |
| Comme un moineau                                         | Jean Lenoir                   | Marc Hély                    | 1925 | Partitions                | Première chanson connue de la Môme Piaf, enregistrée par Fréhel. Elle aurait pu l'interpréter plus tard au Gerny's et dans la rue. |
| Le triomphe des ailes                                    | Vincent Scotto                | Lucien Carol et André Decaye | 1929 | Partitions                | Jamais retrouvée ou enregistrée. Seules des partitions (éditions Fortin) mentionnent son lien avec Édith Piaf. Probablement interprétée dans les années 1940 au Commandant Rossi. |
| C'est un homme                                           | Fredo Gardoni et Jardin       | Cyrleroi et Dommel           | 1935 | Partitions                | Java créée par la Môme Piaf et interprétée au Gerny's et Louis Leplée. Seule une partition (édition Martin Gayla) mentionne cette chanson, enregistrée par Fredo Gardoni (disque Pathé). |
| Tu ris sans moi                                          | Max d'Yvresne                 | Raymond Asso                 | 1938 | Lettres de correspondance | L'existence de cette chanson est rapportée dans le livre de Bernard Lanjon Piaf-Cocteau. Elle l'aurait interprétée sur la scène de l'ABC. Chantée par Claude Valéry en 1948. |
| Tout le long de la seine                                 | André Liaunet                 | A. Deltour et Raymond Asso   | 1938 | Partitions                | Seules les partitions (Les éditions de Paris) de cette valse-musette ont été retrouvées. Pourrait avoir été enregistré par Édith Piaf avec Félix Chardon et son ensemble. Ces enregistrements sont introuvables, mais Henri Legay l'a enregistré. |
| Sans faire de phrase                                     | A. De Pierlas                 | René Rouzaud                 | 1939 | Partitions                | Édith Piaf l'aurait créée le 27 octobre 1939 à L'Européen. |
| C'est un navire qui revient                              | Gaton Rullier                 | Lucien Pipon                 | 1939 | Existence rapportée       | Cette chanson aurait été produite par les éditions Salabert en 1939, mais elle ne semble ni n'avoir été enregistrée par Édith, ni par Jean Lambert. Pourtant, on remarque des similitudes entre les partitions de la chanson Escale et les partitions de cette chanson, le bateau étant l'objet principal de l'illustration.                                                                                            |
| La berceuse à celui qui est parti                        | Betove                        | Joë Bridge                   | 1940 | Partitions                | Jamais retrouvée ou enregistrée. Seules des partitions (éditions Paul Beuscher) mentionnent son lien avec Édith Piaf. Son nom est noté "Édith Piaff". Il pourrait s'agir d'une caricature. |
| L'Apôtre                                                 | Louiguy                       | Roméo Carles                 | 1940 | Existence rapportée       | Elle n'est ni enregistrée, ni éditée. Elle a été créée le 6 décembre 1940 pour la revue de l'ABC. Cette chanson a été programmée pour être enregistrée. |
| Sans savoir comment                                      | Marguerite Monnot             | Jean-Marie Huard             | 1940 | Partitions                | Cette chanson a été créée par Édith Piaf sur scène. Seules des partitions existent (Editions Chappell SA). L'enregistrement n'a jamais été publié ou effectué. Elle a été créée pour la revue de l'ABC le 6 décembre 1940. |
| Quand je pense à l'année prochaine                       | Maurice Yvain                 | Jean-Marie Huard             | 1941 | Partitions                | Une partition, publiée le 4 janvier 1941, dans le magazine Vedettes mentionne l'interprétation d'Édith Piaf. Elle l'aurait chantée et créée. |
| C'est l'histoire de Jésus                                | Marguerite Monnot             | Raymond Asso                 | 1941 | Partitions                | Semble avoir été enregistré le 21 mars 1941 avec l'orchestre de Claude Normand chez Polydor (partitions édition Chappell), mais jamais retrouvée. Il s'agit d'un poème de Raymond Asso. Enregistré par Hélène Sully. |
| Le chant du monde                                        | Marguerite Monnot             | Raymond Asso                 | 1941 | Partitions                | Jamais enregistré. Partitions Editions Chappell. Il s'agit d'un poème de Raymond Asso. En répétitions. |
| Clair de lune                                            | Louiguy                       | Raymond Asso                 | 1941 | Partitions                | Semble avoir été enregistré le 21 mars 1941, mais jamais retrouvée Enregistré par Hélène Sully en 1942 et par André Claveau. |
| Moi, je sais qu'on se reverra                            | Louiguy                       | Jacques Larue                | 1941 | Partitions                | Marche créée par Édith Piaf le 6 décembre 1940 dans la revue de l'ABC (partitions éditions Chappell). Semble avoir été enregistrée le 21 mars 1941 chez Polydor, mais pas publiée ou retrouvée. Elle est aussi interprétée au Casino de Paris et est tirée de la revue "Succès de Paris" produite par Henri Varna. Elle a été enregistrée par Lucienne Delyle.                                                          |
| La dame du bar                                           | Jacqueline Batell             | Jean Guigo                   | 1941 | Partitions                | Semble ne jamais avoir été enregistrée ou découverte. Les partitions de la chanson (Editions Salabert-Paris) mentionnent l'existence de ce slow et de la création par Édith Piaf. Interprétation sur scène. |
| Poker                                                    | Jacqueline Batell             | Jean Guigo                   | 1941 | Existence rapportée       | Possiblement interprétée sur scène mais non enregistrée. Produite par les éditions Salabert en 1941. |
| Monsieur Durand (m'a dit)                                | Bruno Coquatrix               | Bruno Coquatrix et Jamblan   | 1941 | Partitions                | L'enregistrement n'a jamais été retrouvé. Elle l'aurait créée au cabaret l'Amiral entre mai et juillet 1941. Éditée à la société d'Editions Musicales PARIS-MONDE et aux éditions Ray Ventura et Compagnie. |
| On s'aimera quelques jours                               | Louiguy                       | Jacques Larue                | 1941 | Partitions                | Créée par Édith Piaf le 6 décembre 1940 dans la revue de l'ABC (partitions éditions Chappell), puis offert à Léo Marjane et Annette Lajon. Enregistrée par Renée Lebas. |
| Mon amour vient de finir                                 | Marguerite Monnot             | Édith Piaf                   | 1941 | Partitions                | Slow écrit pour Damia (accompagné par l'orchestre de Pierre Chagnon) et Renée Lebas. Cette chanson a été programmée pour être enregistrée par Edith Piaf. |
| Sur un signe de vous                                     | Marguerite Monnot             | Roland Bernard               | 1941 | Partitions                | Cette chanson n'a jamais été publiée ou jamais enregistrée. Elle aurait été créée pour le film Montmartre-sur-Seine, mais seules des partitions (éditions Paul Beuscher) mentionnent cette création. |
| Monsieur Gouttenoire                                     | Louiguy                       | Édith Piaf                   | 1941 | Existence rapportée       | Elle n'a jamais été enregistrée, ni même éditée, |
| La légende du jazz                                       | Georges Tabet                 | Georges Tabet                | 1942 | Partitions                | Interprété sur scène, en province et à l'ABC. Créé en octobre 1942. Piaf n'enregistrera jamais cette chanson, mais Georges Tabet et Irene Hilda l'ont reprise. Editions Salabert et Méridian. |
| Celui que j'aime a les yeux tristes                      | Louiguy                       | Édith Piaf                   | 1942 | Partitions                | Valse jamais enregistrée, Elle aurait pu être créée en 1942. Editions Salabert. En 1946, Robert Chauvigny réarrange la composition. |
| J'entends le bruit de tes pas                            | Marguerite Monnot             | Roland Bernard               | 1942 | Partitions                | Du film Montmartre sur Seine, seule une partition (Editions Paul Beuscher) le mentionne. Elle semble ne pas avoir été enregistrée ou extraite du film. Elle a été chantée par Fred Hébert. |
| C'était la première fois                                 | Roger Lucchesi                | Roger Lucchesi               | 1943 | Partitions                | Cette chanson ne semble pas avoir été enregistrée ou retrouvée malgré la mention "Polydor" sur les partitions (Editions Salabert-Paris). Cette chanson a été programmée pour être enregistrée. Elle aurait été créée au Casino de Paris, à l'ABC et à Bobino en mai 1943. Enregistrée par Nila Cara sur disques Pathé.                                                                                                  |
| Ça devait durer toujours                                 | Marguerite Monnot             | Handrey                      | 1943 | Partitions                | Produite par les éditions Paul Beuscher. Enregistré par Marcelle Bordas et par Albert Marier. |
| Moi aussi                                                | Marguerite Monnot             | Handrey                      | 1943 | Partitions                | Créée par Édith Piaf. Jamais enregistrée. Editions Paul Beuscher. |
| La Demoiselle du cinquième                               | Louiguy                       | Henri Contet                 | 1943 | Partitions                | Elle semble ne jamais avoir été enregistrée par Édith Piaf. Interprétée par Charlotte Dauvia, la femme de Henri Contet. Interprétation sur scène et en répétitions. |
| L'hôtel d'en face                                        | Marguerite Monnot             | Gine Money                   | 1943 | Partitions                | Il s'agit d'une valse probablement enregistrée chez Polydor. Partitions éditions a.b.c, Enregistré par Lucienne Delyle en 1944. |
| Y avait une fois                                         | Raymond Asso                  | Serge Bessières              | 1945 | Existence rapportée       | Cette chanson a été produite par les éditions Salabert en 1945. |
| Les rues du monde                                        | Marguerite Monnot             | Édith Piaf                   | 1945 | Existence rapportée       | Uniquement en répétitions. |
| Macadam                                                  | Marguerite Monnot             | Henri Contet                 | 1946 | Partitions                | Valse du film Macadam. Elle a été enregistrée par Marianne Michel, mais aurait pu l'être par Édith Piaf sur disque Columbia comme le mentionnent les partitions aux éditions Arpège. Édith Piaf devait jouer le rôle de la fille de Marguerite Moreno, mais elle a été remplacée par Françoise Rosay. Édith Piaf l'a créée le soir de la première du film au cinéma Le Balzac, le 26 novembre 1946.                     |
| Quand je te vois danser                                  | Paul Durand                   | Édith Piaf                   | 1946 | Existence rapportée       | Produite par les éditions Arpèges et Paul Beuscher. Uniquement en répétitions. |
| La valse de la bonne humeur (Valzer del Buon Umor)       | Eldo di Larazo                | Maurice Martelier            | 1948 | Partitions                | Jamais retrouvée ou enregistrée. Seules des partitions (Editions Musicali di Lazzaro-Milano) mentionnent son lien avec Édith Piaf. Néanmoins, elle a été enregistrée par les orchestres de Jacques Hélian et Félix Chardon. |
| J'entends (traduction française de la chanson criminal!) | Tom Waltham                   | Louis Sauvat                 | 1948 | Partitions                | Jamais retrouvée ou enregistrée. Seules des partitions (éditions Masspacher) mentionnent son lien avec Piaf. Elle aurait été interprétée en anglais avec la traduction de Ralph Hudges. Il semblerait, selon la couverture de la partition, que Waltham l'a écrit pour Piaf en 1948, en même temps que Monsieur X,. Elle aurait donc pu être enregistré à Bruxelles en même temps que les autres enregistrements Decca. |
| Dis-moi garçon                                           | Robert Chauvigny              | Édith Piaf                   | 1949 | Partitions                | Editions Raoul Breton et Edimarton. Jamais enregistré. Seulement en répétitions,. |
| Mon amour, je te retrouverai dans l'éternité             | Artiste inconnu               | Édith Piaf                   | 1950 | Extrait journal           | Cette chanson, ni éditée ni enregistrée, a été interprétée en 1950 au Versailles. Son existence est rapportée par Paris-Match, le 21 janvier 1950. La musique est composée par un musicien inconnu. Il s'agit d'un blues lent. L'existence de cette chanson est aussi rapportée par Carolyn Burke dans ses deux livres,.                                                                                                |
| Laisse-le partir                                         | Robert Chauvigny              | Édith Piaf                   | 1950 | Extrait journal           | Cette chanson n'a jamais été enregistrée ou retrouvée. Elle a seulement été mentionnée dans le journal France Dimanche. Elle a été interprétée pour la première fois le 14 février 1950 à Paris. Édith Piaf a finalement offert cette chanson à Renée Passeur qui l'a renommé en 1965 Ne le r'tiens pas et dont le pianiste Maurice Mignot a refait la musique.                                                         |
| L'âme des Poètes                                         | Charles Trenet                | Charles Trenet               | 1951 | Partitions                | L'enregistrement d'Édith Piaf figure sur les partitions (éditions Raoul Breton), mais ne semble pas avoir été réalisée,. Cette chanson, enregistrée et créée par Charles Trenet a aussi été enregistrée par Jacqueline François, Yves Montand et Yvette Giraud. |
| L'an deux mille                                          | Marguerite Monnot             | René Rouzaud                 | 1952 | Existence rapportée       | Cette chanson aurait pu être interprétée par Édith Piaf sur scène puisqu'elle a été produite par les éditions Salabert en 1952. |
| Hymne à la jeunesse                                      | Gilbert Bécaud                | Édith Piaf                   | 1952 | Existence rapportée       | Uniquement en répétitions. |
| Barco Negro (Madona)                                     | Velho Caco Piratini           | Lanjean Michel Marc          | 1953 | Partitions                | Chanson (tirée du film Les Amants du Tage) non-enregistrée mais dont les partitions (éditions Belgo-Mondiale) mentionnent l'enregistrement d'Édith Piaf chez Columbia. |
| Il y avait vraiment des choses (ça n'arrive qu'à moi)    | Marc Heyral et Édith Piaf     | Édith Piaf                   | 1953 | Existence rapportée       | Uniquement en répétitions. |
| Ça y est, c'est arrivé                                   | Marc Heyral                   | Édith Piaf                   | 1953 | Existence rapportée       | Uniquement en répétitions. |
| Au revoir                                                | Michel Emer                   | Michel Emer                  | 1954 | Partitions                | Jamais retrouvée ou enregistrée. Seules des partitions (éditions Paul Beuscher - Arpèges) mentionnent son lien avec Piaf. La partition mentionne le label Columbia, chez qui elle aurait pu enregistrer le titre. Il s'agit d'une valse. Elle l'aurait créée le 26 février 1954 à l'Alhambra. |
| C'est la vie (Madame a un amant)                         | Marguerite Monnot             | Jean Drejac                  | 1955 | Partitions                | Ce slow n'a jamais été enregistré. Seules des partitions (éditions Paul Beuscher) mentionnent son lien avec Piaf (apparemment enregistré pour Columbia). Elle aurait été enregistrée par Paul Peri (Pathé) mais seul l'enregistrement de Annette Lajon a été édité sur disques. |
| La voix qui s'lamentait                                  | Marguerite Monnot             | Michel Rivgauche             | 1959 | Existence rapportée       | Cette chanson, inspirée d'enregistrements de lamentations juives, n'a jamais été enregistrée. Pourtant elle a été produite par les éditions Salabert. |
| Black boy                                                | Dimitri Tiomkin et Washington | Henri Contet et Ned          | 1960 | Existence rapportée       | Cette chanson aurait pu être interprétée par Édith Piaf sur scène puisqu'elle a été produite par les éditions Salabert en 1960. A été enregistrée par John William. |
| Les Fiançailles                                          | Noël Roux                     | Noël Roux                    | 1960 | Existence rapportée       | Cette chanson aurait pu être interprétée par Édith Piaf sur scène puisqu'elle a été produite par les éditions Salabert en 1960. |
| Le rêve n'est qu'une illusion                            | Claude Léveillée              | Édith Piaf                   | 1960 | Existence rapportée       | Uniquement en répétitions. |
| C'est la fête à l'amour                                  | Claude Léveillée              | Édith Piaf                   | 1960 | Existence rapportée       | Uniquement en répétitions. |
| Histoire en bleu                                         | Charles Dumont                | Édith Piaf                   | 1962 | Existence rapportée       | Chanson jamais enregistrée en studio. Elle aurait été seulement interprétée en répétition. Chanson créée à l'Ancienne Belgique de Bruxelles le 17 novembre 1962. |
| Un jour                                                  | Artiste inconnu               | Artiste inconnu              | 1963 | Existence rapportée       | Chanson inédite. Elle ne semble pas avoir été enregistrée. |
| Filles d'Israël                                          | Georges Moustaki              | C. Rolland, G. Bonnin        | 1963 | Existence rapportée       | Chanson inédite. Elle ne semble pas avoir été enregistrée. Editions métropolitaines. |

## Chansons écrites parÉdith Piafpour d'autres artistes
| Titre                                      | Musique           | Paroles         | Durée       | Date        | Support             | Remarque |
| ------------------------------------------ | ----------------- | --------------- | ----------- | ----------- | ------------------- | --- |
| Il y a des amours                          | Marguerite Monnot | Édith Piaf      | Inexistante | 1940        | Existence rapportée | Pour Mona Goya et Line Viala,. Semble ne pas avoir été enregistré.                                                                        |
| Mon amour vient de finir                   | Marguerite Monnot | Édith Piaf      | 3'16        | 1941        | Partitions          | Slow écrit pour Damia, |
| Rue sans issue                             | Marguerite Monnot | Édith Piaf      | Inexistante | 1942        | Partitions          | Pour Yvon Jeanclaude,. Semble ne pas avoir été enregistré.                                                                                |
| Le diable est près de moi                  | Marguerite Monnot | Édith Piaf      | Inexistante | 1942        | Existence rapportée | Pour Damia. Semble ne pas avoir été enregistré, ni édité.                                                                                 |
| Ce matin même                              | Jean Valz         | Édith Piaf      | 2'49        | 1943        | 78 tours            | Valse écrite pour Tino Rossi dans le film Le chant de l'Exilé.                                                                            |
| La grande cité                             | Marguerite Monnot | Édith Piaf      | 2'56        | 1945        | 78 tours            | Pour Yves Montand |
| Le balayeur                                | Paul Durand       | Édith Piaf      | 3'09        | 1945        | 78 tours            | Pour Yves Montand mais enregistré par Paul Péri                                                                                           |
| Elle a …                                   | Marguerite Monnot | Édith Piaf      | 3'06        | 1945        | 78 tours            | Pour Yves Montand. Aussi masculinisé et enregistré par Simone Alma sous le titre Il a ....                                                |
| Il fait des ...                            | Edward Chekler    | Édith Piaf      | 3'07        | 1946        | 78 tours            | Pour Yves Montand |
| Mais qu’est-ce que j’ai ?                  | Henri Betti       | Édith Piaf      | 2'45        | 1947        | 78 tours            | Pour Yves Montand. Aussi masculinisé et enregistré par Nila Cara.                                                                         |
| Les yeux de ma mère                        | Robert Chauvigny  | Édith Piaf      | 3'40        | 1948        | 78 tours            | Pour Les Compagnons de la chanson |
| Petite si jolie                            | Marguerite Monnot | Édith Piaf      | 3'19        | 1951        | 78 tours            | Slow écrit pour Eddie Constantine pour la comédie musicale La P'tite Lili                                                                 |
| Dans tes yeux                              | Marguerite Monnot | Édith Piaf      | 3'24        | 1951        | 78 tours            | Fox-trot pour Eddie Constantine |
| Tous mes rêves passés                      | Marguerite Monnot | Édith Piaf      | 3'20        | 1952        | 78 tours            | Slow écrit pour Eddie Constantine et Jacques Pills Aussi enregistré par Lucienne Delyle                                                   |
| Encore un verre                            | Marguerite Monnot | Édith Piaf      | 3'23        | 1953        | 78 tours            | Pour Paul Péri. Enregistré en 1955. |
| Et ça gueule ça madame !                   | Gilbert Bécaud    | Édith Piaf      | 3'29        | 1953        | 78 tours            | Slow-fox écrite pour et enregistré avec Jacques Pills Les partitions éditions Hortensia prennent la mention « Pour toi mon amour Édith ». |
| Quand je l'embrasse (on nage dans le bleu) | Louiguy           | Édith Piaf      | 3'27        | 1953        | 78 tours            | Pour Jacques Pills |
| Why Come Crying To Me                      | Édith Piaf        | Carl Sigman     | 2'31        | 1953        | 78 tours            | Pour Dinah Shore |
| I'll remember today                        | Édith Piaf        | William Engvick | 2'42        | 1957        | 78 tours            | Pour Patti Page. Cette chanson aurait pu être enregistrée par Édith Piaf.                                                                 |
| La fille qui pleurait dans la rue          | Charles Dumont    | Édith Piaf      | 2'52        | 1961        | 45 tours            | Pour Charles Dumont |
| Les enfants de la mode                     | Francis Lai       | Édith Piaf      | 3'15        | 1962        | 45 tours            | Pour Théo Sarapo. |
| Les amants du dimanche                     | Francis Lai       | Édith Piaf      | 2'30        | 1962        | 45 tours            | Pour Claude Figus, qu'il n'a jamais enregistré Enregistré par Lucienne Delyle.                                                            |
| A l'aube                                   | Francis Lai       | Édith Piaf      | 3'          | 1962        | 45 tours            | Pour Théo Sarapo. |
| Les mains                                  | Francis Lai       | Édith Piaf      | 2'37        | 1962        | 45 tours            | Pour Théo Sarapo. Interprétée à Bobino en 1963.                                                                                           |
| Un dimanche à Londres                      | Florence Véran    | Édith Piaf      | 2'30        | 1962        | 45 tours            | Pour Théo Sarapo. Interprétée avec Édith Piaf en 1963 à Bobino.                                                                           |
| Départ                                     | Francis Lai       | Édith Piaf      | 3'55        | 1962        | 45 tours            | Pour Théo Sarapo. |
| La bande en noir                           | Florence Véran    | Édith Piaf      | 3'36        | 1962        | 45 tours            | Pour Théo Sarapo. Interprétée à Bobino en 1963.                                                                                           |
| Chanson d'amour pour aujourd'hui           | Francis Lai       | Édith Piaf      | 2'42        | 1960        | 45 tours            | Pour Théo Sarapo |
| Bluff !                                    | Francis Lai       | Édith Piaf      | 3'10        | 1962        | 45 tours            | Pour Théo Sarapo. |
| Avec l'allure que j'ai                     | Francis Lai       | Édith Piaf      | Inexistante | 1962        | Partitions          | Pour Claude Figus |
| Chez Sabine                                | Florence Véran    | Édith Piaf      | 5'20        | 1963        | 45 tours            | Pour Théo Sarapo |
| Défense de ...                             | Charles Dumont    | Édith Piaf      | 2'49        | 1963        | 33 tours            | Cette chanson a été enregistrée en 1963 à Bobino par Théo Sarapo.                                                                         |
| Le menteur                                 | Francis Lai       | Édith Piaf      | Inexistante | Années 1960 | Existence rapportée | Pour Claude Figus |
| Moi j'aime l'amour                         | Charles Dumont    | Édith Piaf      | Inexistante | Années 1960 | Existence rapportée | Pour Nita Raya. Cette chanson n'a jamais été enregistrée                                                                                  |
| Il est jaloux                              | Charles Dumont    | Édith Piaf      | Inexistante | Années 1960 | Existence rapportée | Pour Nita Raya. Cette chanson n'a jamais été enregistrée                                                                                  |
| L'Hidalgo                                  | Francis Lai       | Édith Piaf      | Inexistante | Années 1960 | Existence rapportée | Existence rapportée dans le livre Édith Piaf: Hymne an das Leben                                                                          |